# Fort-de-France
Pour les articles homonymes, voir Fort Royal.
Fort-de-France (/fɔʁ.də.fʁɑ̃s/ ; en créole martiniquais : Fodfwans) est une commune française, chef-lieu de la Martinique. Ses habitants sont appelés les Foyalais. Cette ville qui compte 76 512 habitants en 2019, concentre d'importantes fonctions administratives, militaires et culturelles. C'est aussi un pôle économique, commercial et portuaire majeur de l'archipel des Petites Antilles. L'unité urbaine, c'est-à-dire l'agglomération au sens statistique et morphologique tel que l'Insee l'a défini, comprend 115 501 habitants en 2022. Cependant, Fort-de-France est au cœur d'une conurbation de 165 500 habitants, incluant la commune limitrophe du Lamentin où se situent d'importantes zones d'activités et l'aéroport international Martinique Aimé Césaire, la commune de Schœlcher, ville universitaire, et les communes de Saint-Joseph et de Case-Pilote.
Fort-de-France a changé plusieurs fois d'appellation : les Français baptisent le site du nom de Cul-de-Sac Royal (1635-1672), il devient la paroisse puis la ville de Fort-Royal (1672-1793) avant de devenir Fort-de-la-République ou République-Ville à la suite de la Révolution (1793-1794). La ville redevient Fort-Royal (1794-1807) et enfin Fort-de-France depuis 1807.
Par ailleurs, Fort-de-France est aussi connue pour sa baie ouverte sur la mer des Caraïbes et notamment la baie des Flamands qui borde le centre-ville.

## Géographie

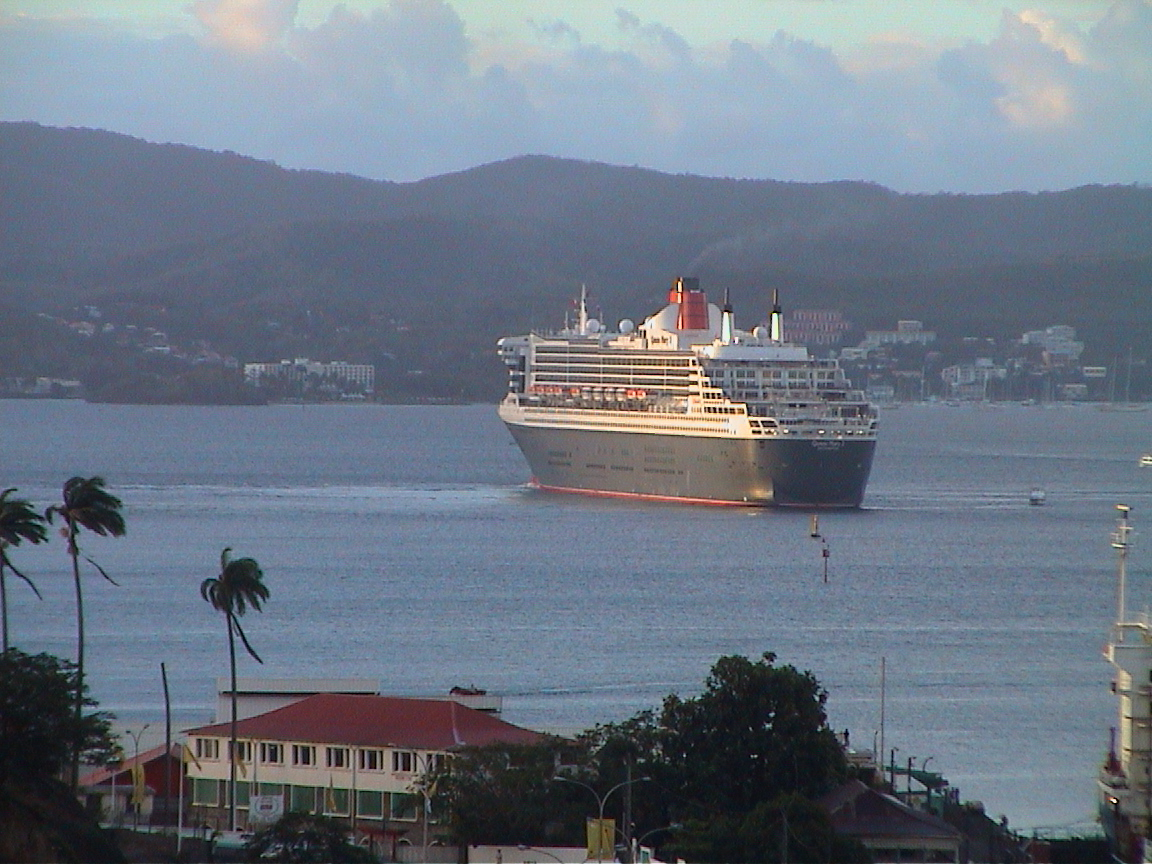
Le Queen Mary 2 dans la baie de Fort-de-France en mars 2004.

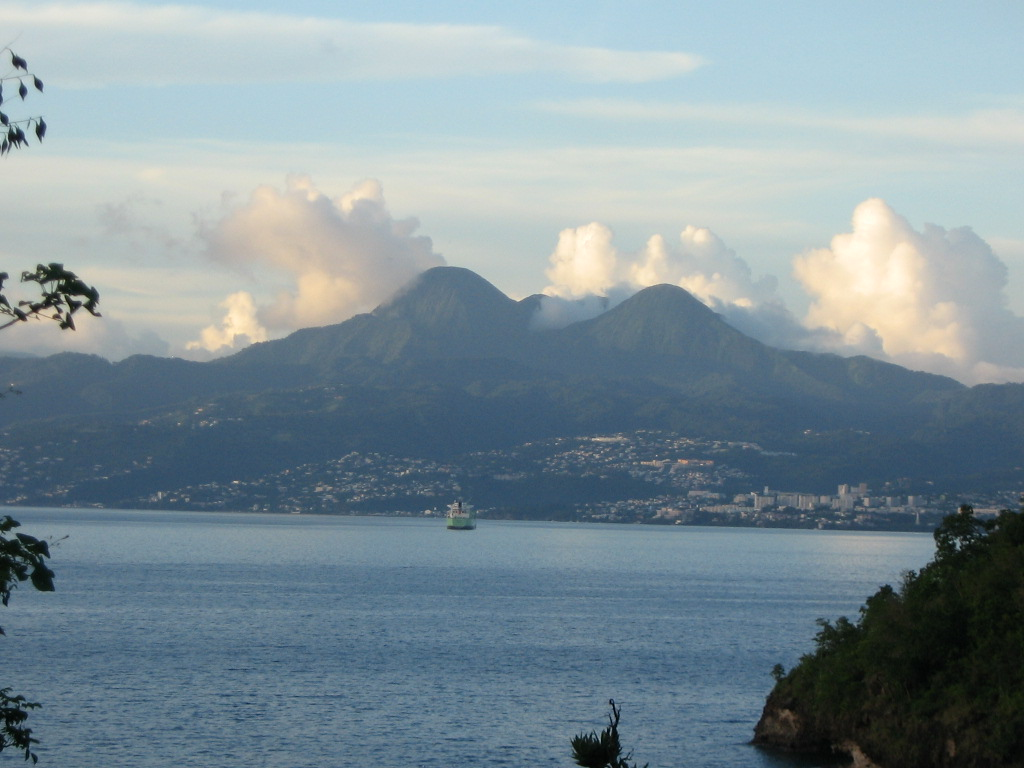
Fort-de-France dominée par les pitons du Carbet.

### Localisation
Fort-de-France se situe sur la côte caraïbe de la Martinique, c'est-à-dire à l'ouest de l'île, et presque à mi-chemin entre les extrémités septentrionale et méridionale du département. La ville est construite sur le littoral nord de la baie de Fort-de-France.
C'est une commune très étendue (11,7 km du nord au sud et 5,2 km d'est en ouest) : certains quartiers, comme Balata, sont très éloignés du centre-ville. La partie septentrionale du territoire communal s'étire le long de la RN 3, dite route de Balata ou route de "la Trace". Elle mène au Morne Rouge et au volcan de la Montagne Pelée, entourée d'une forêt tropicale exceptionnelle.

### Communes limitrophes
Les communes limitrophes sont  Fonds-Saint-Denis, Le Lamentin, Saint-Joseph et Schœlcher.
| Schœlcher              | Fonds-Saint-Denis      | Saint-Joseph           |
| Schœlcher              | Fort-de-France         | Le Lamentin            |
| Baie de Fort-de-France | Baie de Fort-de-France | Baie de Fort-de-France |

### Géologie, relief et hydrographie
La topographie est très variée. La commune de Fort-de-France s'étire des contreforts du massif volcanique des Pitons du Carbet (le point culminant de la commune atteint environ 1 100 mètres d'altitude, près du sommet du Piton Dumauzé) et du Morne Césaire (603 mètres) jusqu'à la mer des Caraïbes. Les pentes volcaniques abruptes et boisées sont entaillées par quelques cours d'eau peu importants mais dont le débit prend un caractère torrentiel par temps de pluie. Les hauteurs qui dominent la partie centrale de la ville, entre les Pitons du Carbet et la plaine du Lamentin, forment une sorte de piémont disséqué en collines (les mornes) et en lambeaux de plateaux en pente douce. Les deux principaux cours d'eau qui débouchent sur la mer à Fort-de-France sont la Rivière Madame et la Rivière Monsieur. L'hypercentre de la commune, appelé ville basse, se déploie dans une zone plate autrefois marécageuse (mangrove) entre le Morne Tartenson et le Morne Pichevin (Hauts du Port). Elle donne sur un éperon rocheux qui forme une avancée de 300 mètres dans la baie sur lequel est bâti le Fort Saint-Louis. Il constitue la principale défense de la ville avec les forts Tartenson et Desaix sur des mornes d'une altitude de 140 mètres surplombant le centre-ville.
La côte, le long du littoral foyalais, alterne donc falaises et parties basses, et les plages, de sable gris, n'y sont guère étendues. Seule quelques reliquats de mangrove subsistent aux abords de la Pointe des Sables.

### Climat
Le climat de Fort-de-France est de type tropical humide, caractérisé par des températures moyennes élevées tout au long de l'année (26,5 °C) et un gros volume de précipitations (1 950 mm). Cependant, les températures moyennes mensuelles les plus chaudes sont observées d'août à octobre (31 °C de maximum en journée, 24 à 25 °C minimum la nuit) et les moins chaudes en janvier et février (29 °C maximum en journée et 22 °C minimum la nuit). Comme toute la Martinique, Fort-de-France est soumise au régime des alizés, les vents d'est, dont la circulation générale détermine les saisons pluviométriques. Ainsi, on distingue :
- le carême, de février à avril, saison plus sèche au cours de laquelle les alizés sont moins chargés en humidité (les précipitations moyennes mensuelles sont de 60 à 90 mm) et où le ciel est relativement clair ; les très belles journées n'excluent pas quelques averses ;
- l'hivernage (ou saison des pluies), de juillet à octobre, saison plus chaude au cours de laquelle les averses sont plus nombreuses et plus intenses. Entre deux perturbations, cependant, le temps est beau, le ciel est peu nuageux et les alizés sont faibles. L'hivernage correspond à la période des cyclones tropicaux. Parmi les cyclones les plus violents ou dévastateurs, on retient celui du 19 août 1891, qui avait provoqué la mort de 400 personnes à Fort-de-France (1 000 au total en Martinique), détruit la majeure partie de l'hôpital et du camp militaire de Balata. Lors du passage de l'ouragan Allen, les 3 et 4 août 1980, des pointes de vent de 167 km/h ont été enregistrées à Desaix et on y a relevé 159 mm de précipitations en 18 heures. Lors du passage d'Edith, le 25 septembre 1963, le débit de la Rivière Madame à Fort-de-France a atteint 150 m3/s, alors qu'il varie normalement entre 20 m3/s en période de crue et 0,050 m3/s en période d'étiage[5].

Si les intersaisons (de novembre à janvier, de mai à juin) possèdent des caractéristiques climatiques intermédiaires, elles peuvent être marquées par des épisodes exceptionnels. Ainsi, à cause de l'épisode pluvieux des 4 et 5 mai 2009, les précipitations du mois de mai 2009 ont été les plus fortes enregistrées au cours des cinquante dernières années à Fort-de-France pour un mois de mai (trois fois le volume moyen), provoquant d'importantes inondations.
Une des conséquences du caractère montueux de la majeure partie du territoire de la commune de Fort-de-France et des épisodes de fortes pluies est l'instabilité des versants, avec le risque de glissement de terrain.
Les températures diminuant avec l'altitude, les populations de classes moyennes ou aisées ont recherché ces espaces plus aérés pour y bâtir leurs résidences, comme à Balata, Tivoli, La Redoute ou Haut Didier. Par ailleurs, l'espace végétal et forestier tient encore une grande place dans la ville, surtout sur les pentes du nord de la commune. La végétation mésophile des premières pentes cède la place à la végétation hygrophile (forêt avec lianes et grands arbres) au-dessus de 700 mètres. En outre, les maisons entourées de leurs jardins recèlent d'espèces qui peuvent compléter l'alimentation des citadins foyalais, comme les arbres à pain, les manguiers, les cocotiers…
| Mois                                             | jan.         | fév.         | mars         | avril         | mai           | juin         | jui.         | août         | sep.         | oct.          | nov.         | déc.          | année     |
| ------------------------------------------------ | ------------ | ------------ | ------------ | ------------- | ------------- | ------------ | ------------ | ------------ | ------------ | ------------- | ------------ | ------------- | --------- |
| Température minimale moyenne (°C)                | 21,9         | 21,7         | 22           | 22,8          | 23,6          | 24           | 23,9         | 24           | 24           | 23,8          | 23,4         | 22,6          | 23,1      |
| Température moyenne (°C)                         | 24,7         | 24,7         | 25,2         | 26,1          | 26,7          | 26,8         | 26,7         | 27           | 27,2         | 26,9          | 26,2         | 25,3          | 26,1      |
| Température maximale moyenne (°C)                | 27,5         | 27,8         | 28,5         | 29,4          | 29,8          | 29,5         | 29,5         | 30           | 30,3         | 30            | 29           | 28,1          | 29,1      |
| Record de froid (°C) date du record              | 17,8 21.1955 | 17,3 25.1955 | 18,6 06.1951 | 18,9 11.1955  | 19,9 27.1946  | 20 17.1981   | 18,4 20.1995 | 19,5 11.1988 | 17,9 25.1963 | 20,2 02.1984  | 19,7 28.1986 | 17,4 15.1949  | 17,3 1955 |
| Record de chaleur (°C) date du record            | 31,5 18.1995 | 32,1 25.2010 | 33,6 09.2010 | 33 10.1987    | 33,9 05.1933  | 33,6 19.1934 | 33,6 23.1997 | 33 23.1949   | 33,8 29.2012 | 33,2 19.2016  | 32,1 01.2014 | 31,3 21.1995  | 33,9 1933 |
| Ensoleillement (h)                               | 204,2        | 197,6        | 222,1        | 209,5         | 207,5         | 190,3        | 201,5        | 224,6        | 205,3        | 187,4         | 183,2        | 204           | 2 437     |
| Précipitations (mm)                              | 119,5        | 77,8         | 74,3         | 94            | 131,5         | 159,8        | 219,3        | 254,7        | 234,5        | 265,9         | 254,5        | 134,7         | 2 020,5   |
| Record de pluie en 24 h (mm) date du record      | 53,9 16.1967 | 91,3 25.1989 | 66,7 17.1990 | 102,3 28.2011 | 123,2 19.1936 | 94,6 12.1978 | 92,9 06.1989 | 276 20.1970  | 299 07.1967  | 293,5 03.1990 | 133 27.1999  | 154,5 07.1976 | 299 1967  |
| dont nombre de jours avec précipitations ≥ 1 mm  | 18,9         | 13,6         | 12,8         | 11,5          | 12,7          | 16,4         | 20           | 19,6         | 17,9         | 18,2          | 19           | 17,6          | 198,2     |
| dont nombre de jours avec précipitations ≥ 10 mm | 3,6          | 1,9          | 1,7          | 2,5           | 3,6           | 4,9          | 7,2          | 7,1          | 7            | 7,8           | 7,5          | 4,1           | 59        |

| Diagramme climatique                                  |              |            |            |               |             |               |           |             |             |             |               |
| J                                                     | F            | M          | A          | M             | J           | J             | A         | S           | O           | N           | D             |
| 27,521,9119,5                                         | 27,821,777,8 | 28,52274,3 | 29,422,894 | 29,823,6131,5 | 29,524159,8 | 29,523,9219,3 | 3024254,7 | 30,324234,5 | 3023,8265,9 | 2923,4254,5 | 28,122,6134,7 |
| Moyennes : • Temp. maxi et mini °C • Précipitation mm |              |            |            |               |             |               |           |             |             |             |               |

## Urbanisme

### Typologie
Fort-de-France est une commune urbaine, car elle fait partie des communes denses ou de densité intermédiaire, au sens de la grille communale de densité de l'Insee,,,. Elle appartient à l'unité urbaine de Fort-de-France, une agglomération intra-départementale regroupant 4 communes et 115 501 habitants en 2022, dont elle est la ville-centre,.
Par ailleurs la commune fait partie de l'aire d'attraction de Fort-de-France, dont elle est la commune-centre. Cette aire, qui regroupe 28 communes, est catégorisée dans les aires de 200 000 à moins de 700 000 habitants,.
La commune, bordée par la mer des Caraïbes au sud, est également une commune littorale au sens de la loi du 3 janvier 1986, dite loi littoral. Des dispositions spécifiques d’urbanisme s’y appliquent dès lors afin de préserver les espaces naturels, les sites, les paysages et l’équilibre écologique du littoral, comme le principe d'inconstructibilité, en dehors des espaces urbanisés, sur la bande littorale des 100 mètres, ou plus si le plan local d’urbanisme le prévoit,.

### Morphologie urbaine
La ville de Fort-de-France est composée de 135 quartiers. Voici le nom des principaux quartiers de la ville :
- Balata
- Bellevue
- Canal Alaric
- Châteaubœuf
- Citron
- Clairière
- Cluny
- Coridon
- Crozanville
- Desrochers
- Didier
- Dillon
- Godissard
- Fond d'Or
- Jambette-Beauséjour
- Langellier-Bellevue
- La Meynard
- La Médaille
- L'Ermitage
- Montgérald
- Morne Calebasse
- Morne Laurent
- Morne Morissot
- Morne Pichevin
- Morne Tartenson
- Morne Venté
- Moutte
- Pointe de la Vierge
- Pointe des Sables
- Pointe des Nègres
- Post-Colon
- Ravine-Bouillé
- Ravine-Vilaine
- Redoute
- Renéville
- Rodate
- Rive Droite (Bo kannal)
- Sainte-Catherine
- Sainte-Thérèse
- Terres-Sainville
- Texaco
- Tivoli
- Trénelle
- Volga-Plage

### Logement
Le nombre total de logements sur la commune est de 46 908 au recensement de 2015. Parmi ceux-ci, 80,9% sont des résidences principales, 1,6 % sont des résidences secondaires et 17,5% sont des logements vacants, et 23,0%, ou 8 750, sont des logements HLM. Le prix moyen de l'immobilier à la vente est d'environ 2 706 €/m2 en mai 2010.

### Projets d'aménagement
La Ville de Fort-de-France a engagé depuis de longues années un grand projet de rénovation urbaine et d'attractivité qui a modifié fortement son paysage urbain, même si de nombreux défis demeurent.
Dans le centre-ville, un Plan d'Action Cœur de Ville dénommé "Fort-de-France Cœur battant", qui bénéficie du programme national de revitalisation des quartiers anciens dégradés (PNRQAD), est engagé. Une exposition de présentation du projet est accessible au grand public dans la cour du centre culturel Camille Darsières (ex-Palais de Justice). Le projet comporte entre autres:
- La rénovation d'immeubles abandonnés pour le logement et l'activité, incluant leur ravalement
- La réhabilitation de nombreux immeubles et sites d'intérêt patrimonial
- L'aménagement de la voirie et la piétonisation de certaines rues
- La création de lieux attractifs pour les visiteurs : meublés touristiques, bars et restaurants, tiers-lieux, espaces de co-working et cinéma d'art et essais…
- La rénovation des marchés et des commerces de proximité

La Ville engage également un nouveau programme de renouvellement urbain avec l'ANRU, l'Agence nationale pour la rénovation urbaine.
D'autres quartiers de Fort-de-France sont en effet en cours de rénovation, avec une politique active de participation citoyenne et de rénovation des logements, équipements et services : Terres-Sainville, Trénelle, Volga-Plage; Texaco, Dillon ou Godissard.

Dans le cadre du changement climatique en Martinique, le fonds vert pour le climat accompagne le projet pour la transformation du quartier Bon Air à Fort-de-France en Écoquartier.

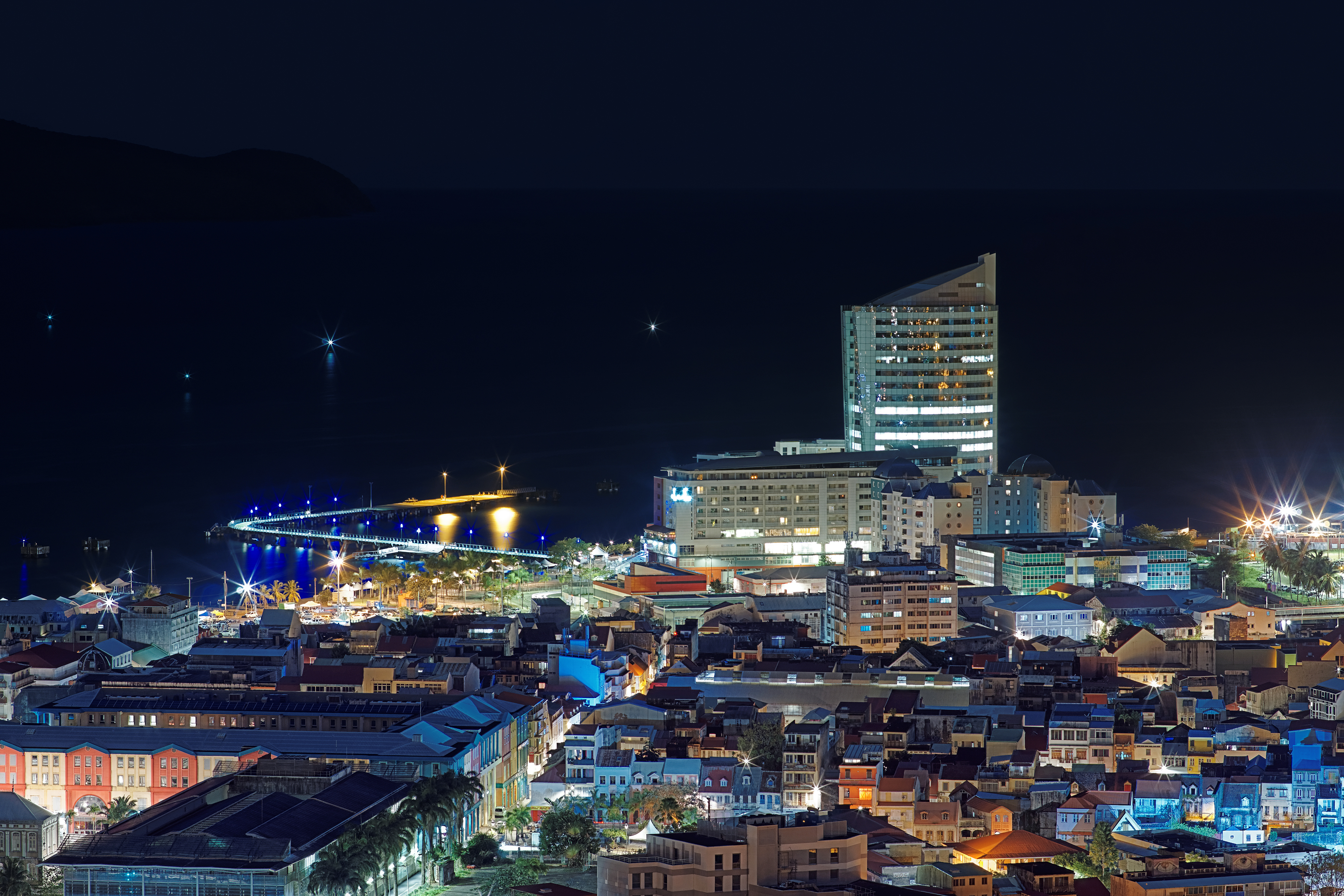
Le complexe moderne de la Pointe Simon et l'appontement croisière, de nuit.
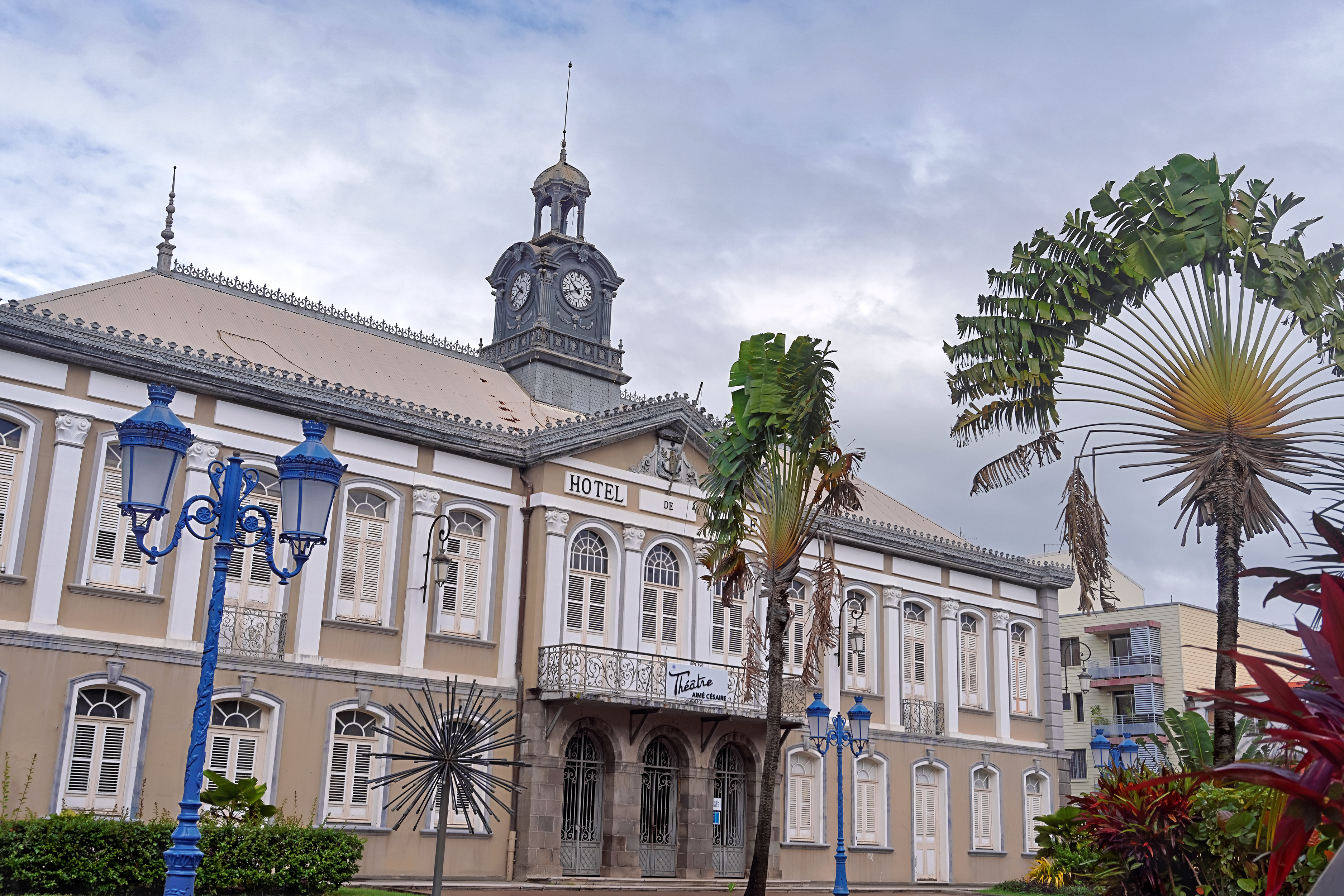
Un patrimoine remarquable, comme ici le Théâtre de la Ville, ex-hôtel de Ville, qui accueille l'espace muséal Aimé Césaire, à visiter.
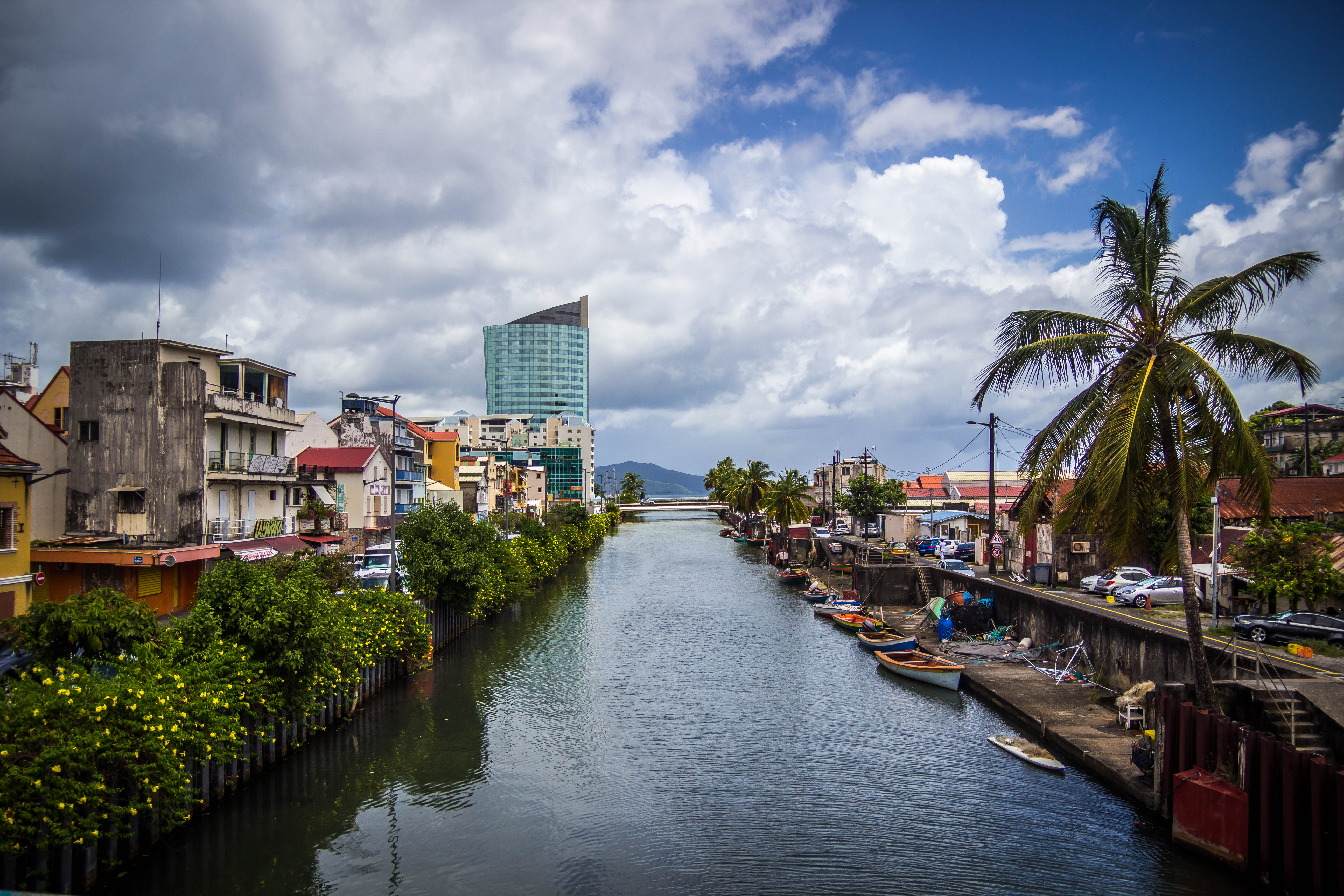
Le canal Levassor qui accueille la rivière Madame. A voir le mur peint d’œuvres artistiques côté Centre-ville. Au fond, la tour Lumina.
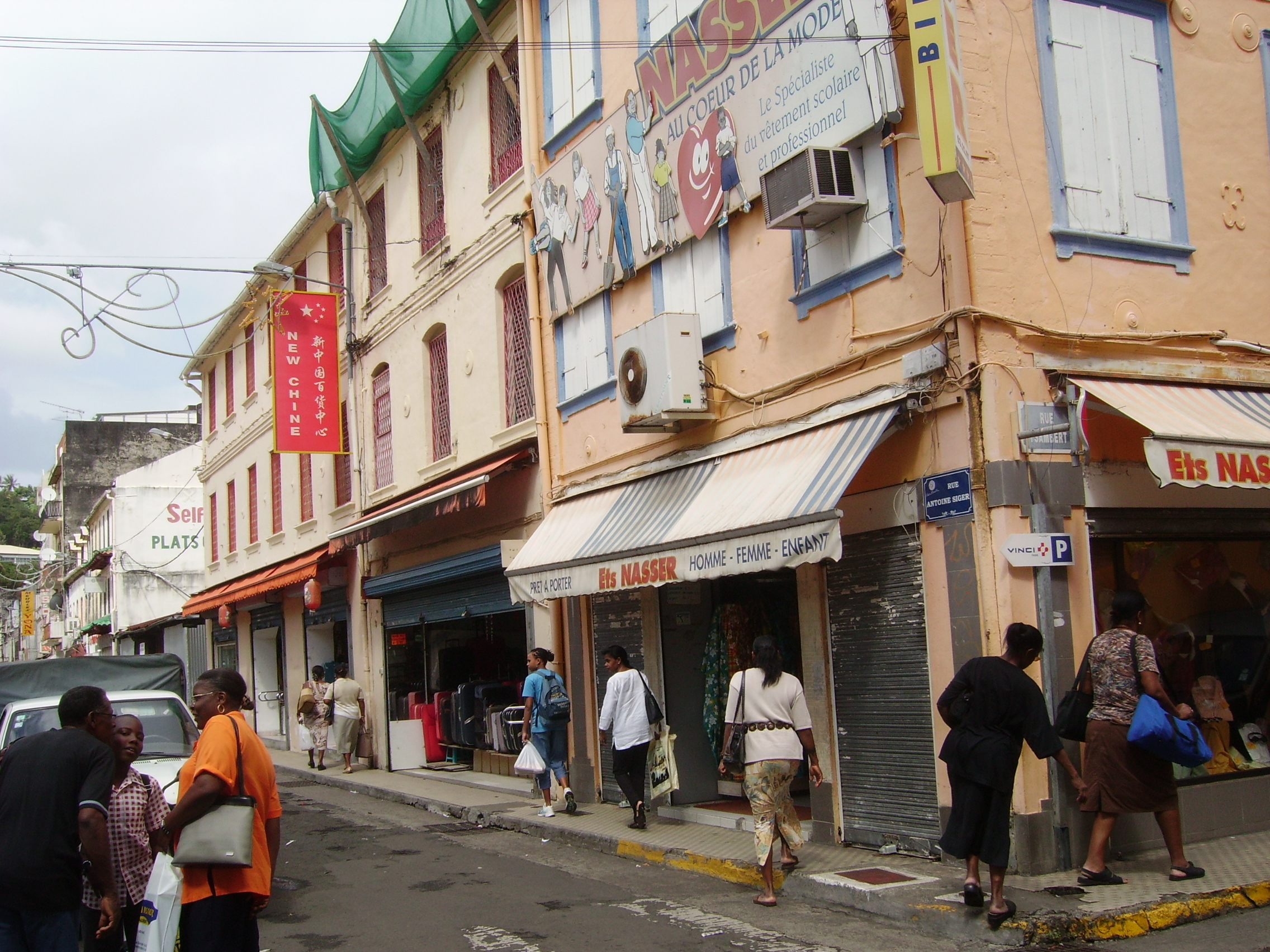
Un centre-ville commercial et vivant le jour et le samedi matin.
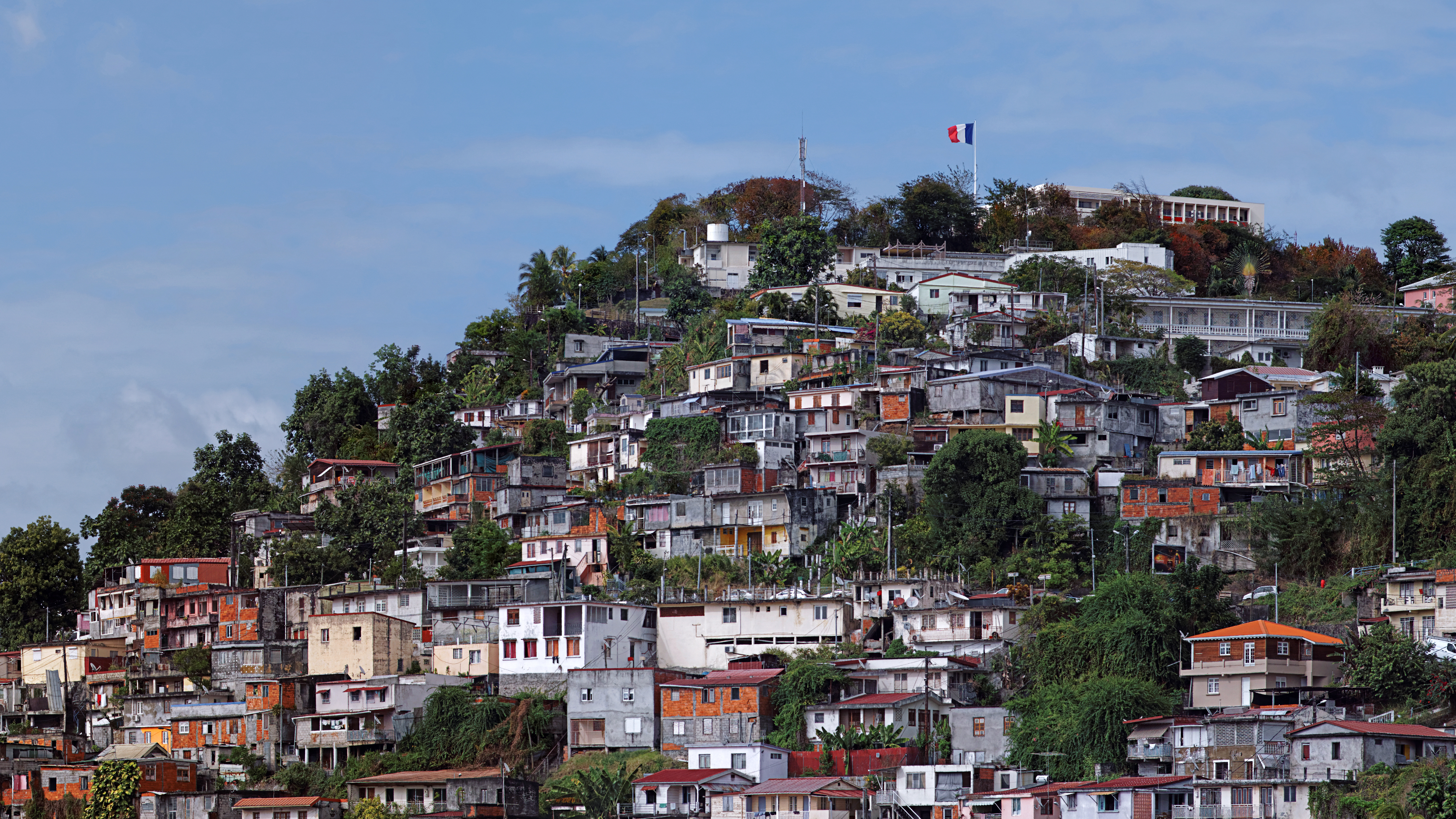
Une couronne de quartiers populaires auto-construits sur les mornes, comme ici à Trénelle.

### Voies de communication et transports

#### Voies routières

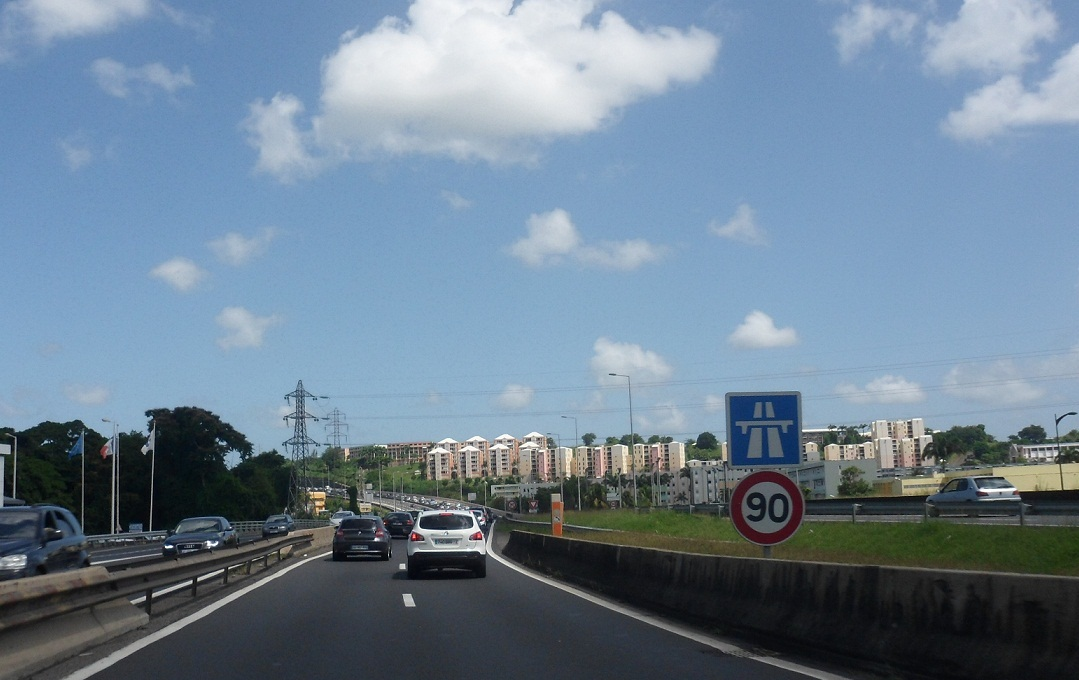
L'autoroute A1 relie Fort-de-France à l'aéroport.

L'autoroute A1 (972) relie Fort-de-France à l'aéroport, puis débouche sur la RN5 vers le sud de l'île. Il s'agit de la seule autoroute française située en outre-mer. Les autres accès principaux à la ville sont :
- la RN 1 vers La Trinité ;
- la RN 2 vers Saint-Pierre ;
- la RN 3 (Route de la Trace) vers Le Morne-Rouge ;
- la RN 4 vers Saint-Joseph.

La ville est contournée par la rocade RD 41 d'est en ouest.

#### Pistes cyclables
La ville est en retard en matière d'aménagement cycliste. En 2012, le département prévoit la création de 129 km de pistes cyclables pour une durée de 15 ans pour toute l'île. Toutefois, les passionnés de vélos se donnent rendez-vous sur des sites praticables comme la route de Didier après le tunnel ou le front de mer et le stade Louis Achille, voire, au Lamentin, vers l'aéroport civil. Chaque année, les "Ronde des Quartiers" animée par des centaines de passionnés parcourt la ville en mode convivial.

#### Transport aérien
L'aéroport international « Martinique Aimé Césaire » se situe à environ 10 km de Fort-de-France. On compte environ 2 000 000 passagers en 2019. Il dessert la Caraïbe (Guadeloupe, Saint-martin, Cuba, Haïti, République Dominicaine, Porto Rico, Barbade…), l'Europe (France et Belgique), l'Amérique du Nord (États-Unis et Canada) et l'Amérique du Sud via la Guyane.

#### Transport maritime

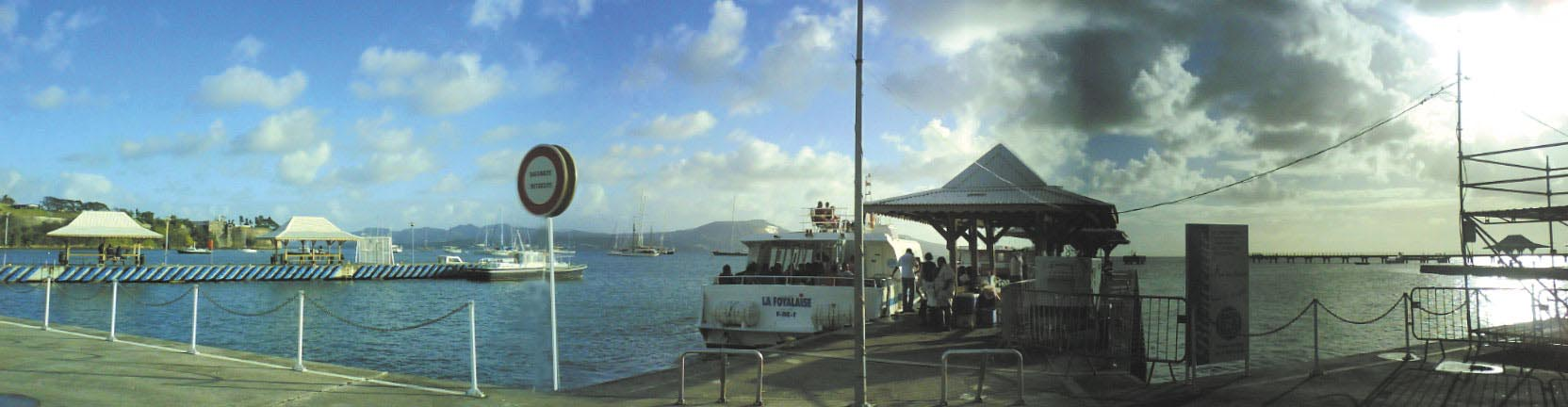
Vue de la gare multimodale de Fort-de-France à la Pointe-Simon, bateau Vedettes Madinina pour les Trois-Îlets.

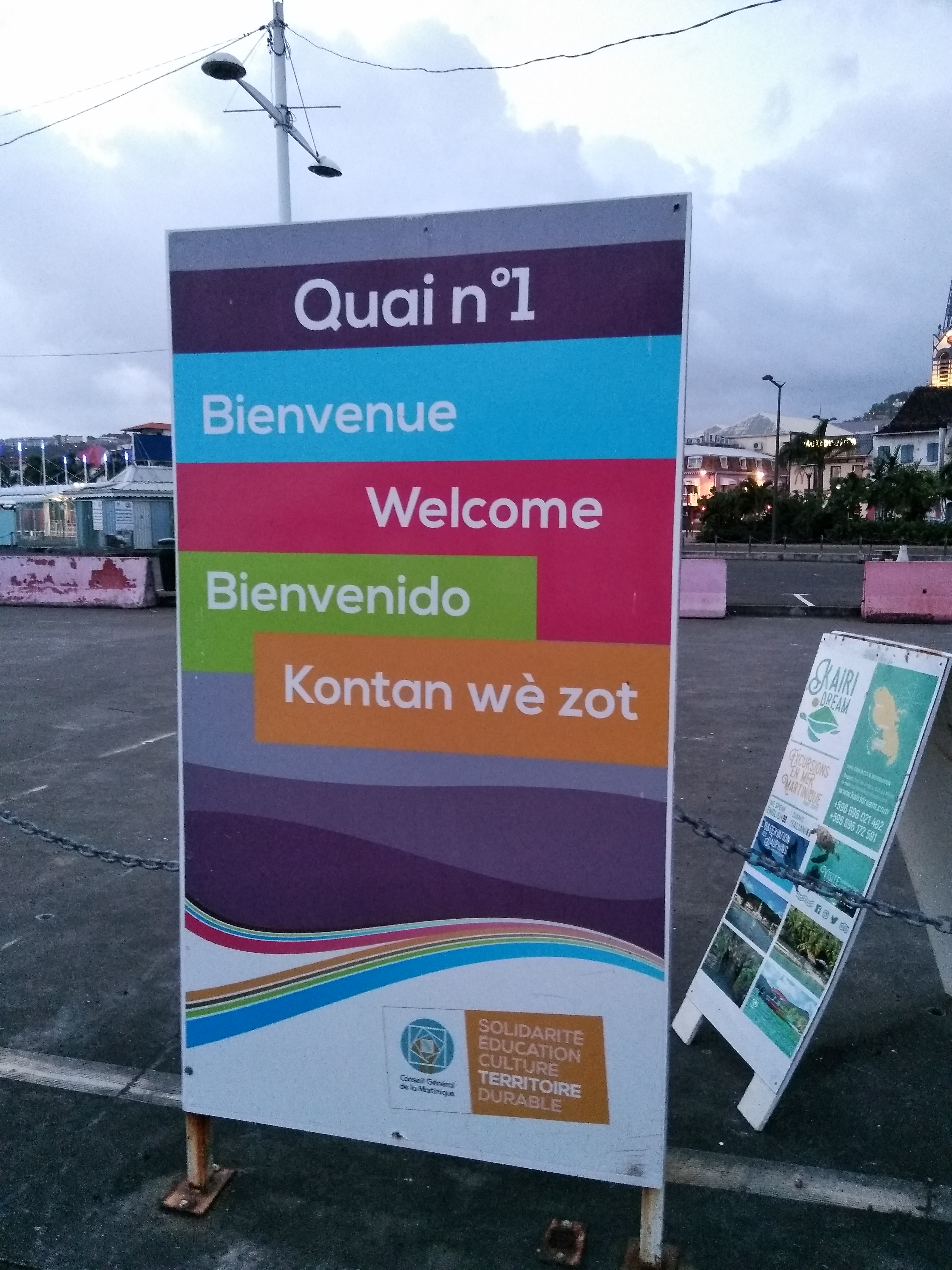
Panneau de bienvenue en français, anglais, espagnol et créole martiniquais sur le port de Fort-de-France.

Le port de Fort-de-France est le premier port de croisière français avec environ 470 000 passagers au début des années 2000.

#### Transports en commun

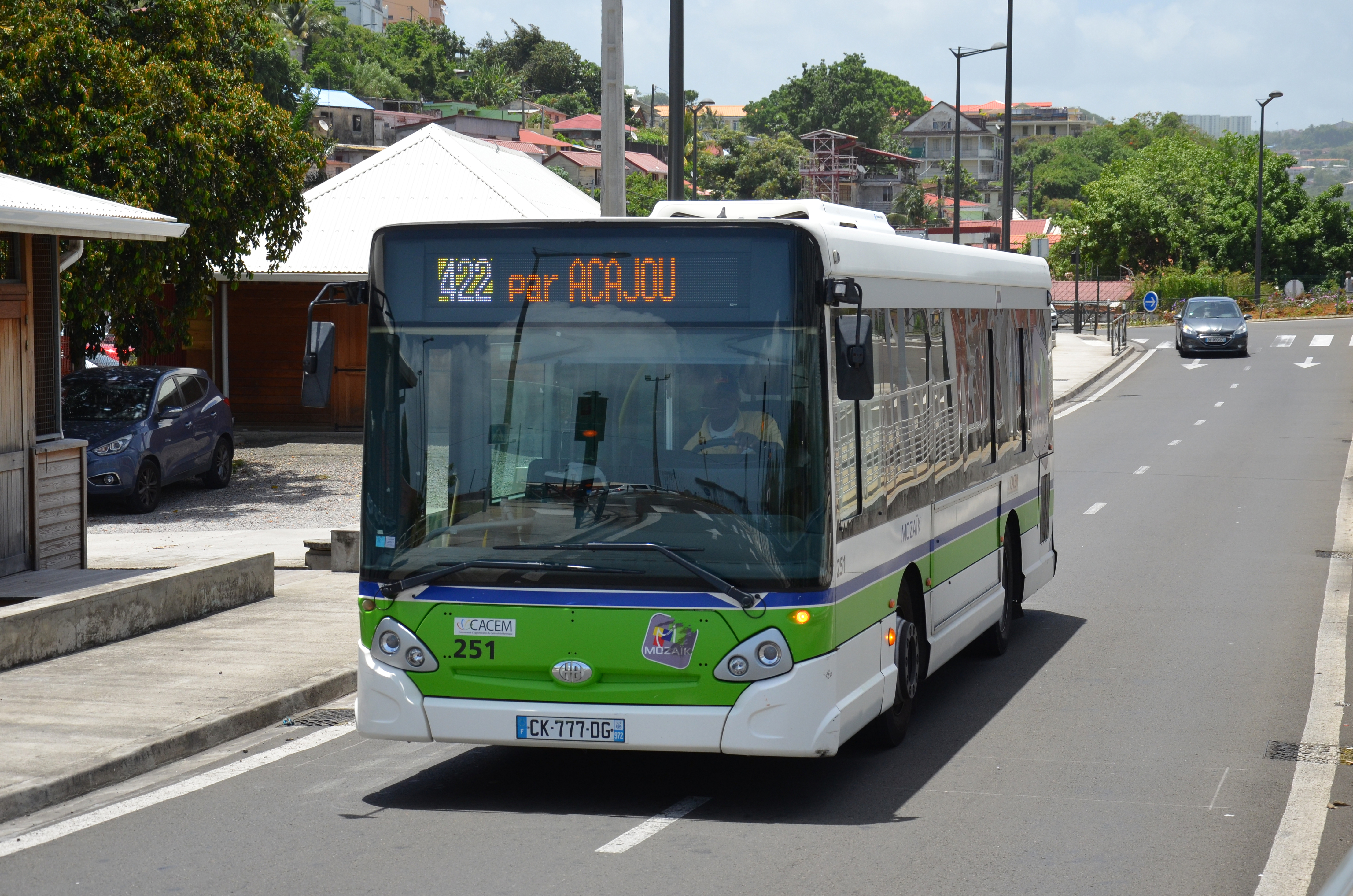
Un bus Mozaïk de la ligne 422, à Fort-de-France.

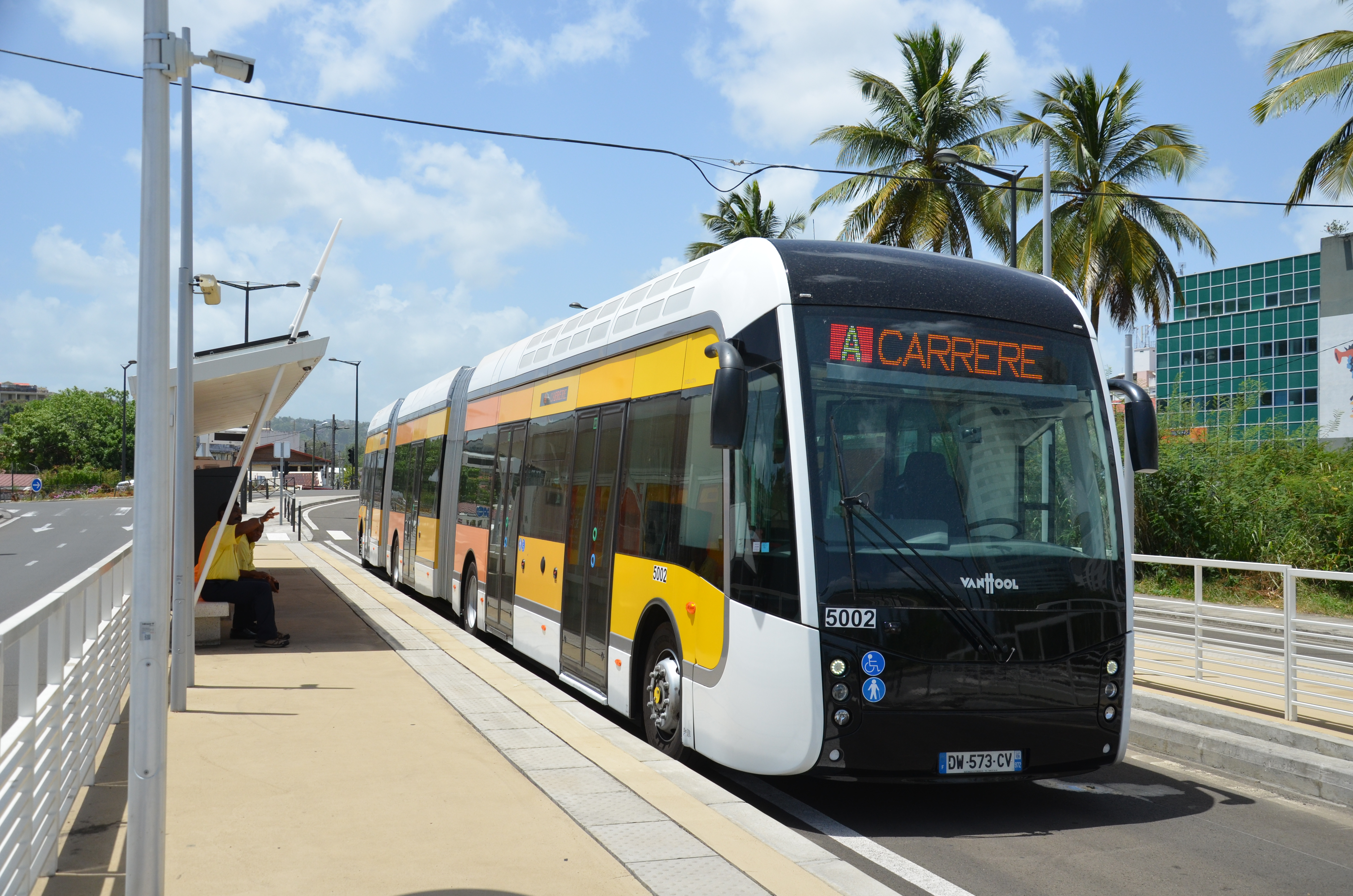
TCSP.

Le périmètre de la CACEM est desservi par des transports en commun desservent également les villes de Fort-de-France, Schœlcher, Le Lamentin et Saint-Joseph.
Le réseau de transports urbains se nomme Mozaïk. Il existe une gare des taxis collectifs à la Pointe-Simon.
Le TCSP avec un Bus à haut niveau de service est désormais fonctionnel et disponible depuis 13 août 2018. Il relie le centre-ville de Fort-de-France (Pointe Simon) au Lamentin, à la Place Mahault d'une part et à l'échangeur de Carrère d'autre part, en desservant notamment l'aéroport Aimé Césaire .

### Risques naturels et technologiques

#### Sismicité

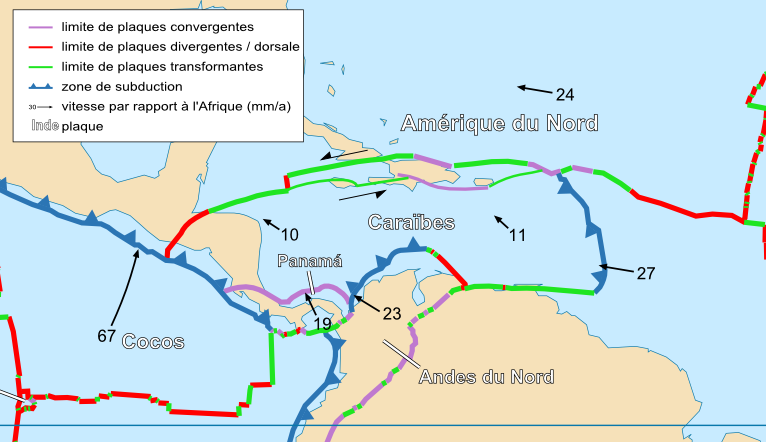
La plaque Caraïbe. La Martinique est située sur la zone de subduction (en bleu) sur la façade orientale.

Située sur une faille de subduction sur le bord oriental de la plaque caraïbe, l'île est soumise à un important risque sismique comme l'ensemble de l'espace insulaire caribéen. L’événement le plus violent enregistré est le séisme du 11 janvier 1839 qui ruina complètement la ville (qui s'appelait alors Fort-Royal).

## Toponymie
Le nom de la commune est dû à la présence du fort que la France a établi au XVIIe siècle. D'abord appelé cul-de-sac du Fort-Royal (1635-1672), le site devient la paroisse puis la ville de Fort Royal (1672-1793), Fort-de-la-République ou République-Ville (1793-1794), de nouveau Fort-Royal (1794-1807) et Fort-de-France depuis 1807.

## Histoire
Pour un article plus général, voir Histoire de la Martinique.
L'histoire de Fort-Royal, devenu Fort-de-France en 1807, est marquée dès la fondation de la colonie, par sa rivalité avec Saint-Pierre et par les catastrophes naturelles qui ont dévasté la cité à plusieurs reprises. C'est l'éruption de la montagne Pelée en 1902 qui, en dévastant Saint-Pierre, consacre Fort-de-France comme ville capitale de la Martinique.

### Fondation de la ville
Alors que les Caraïbes ont privilégié la côte au vent (côte atlantique) et le sud de l'île pour leurs implantations, les colons français s'installent dès 1635 sur la côte-sous-le-vent (côte caraïbe) sur le site de Saint-Pierre, par la construction d'un fortin à l'embouchure de la rivière Roxelane. Néanmoins, dans un contexte de conflits avec les Caraïbes, les Hollandais et les Anglais, les colons s'intéressent rapidement à ce site stratégique situé à l’entrée de la plus grande baie de l’île. Le site est aisé à défendre et bien protégé des tempêtes, ce qui n'est pas le cas de la rade de Saint-Pierre.
Malgré le climat insalubre des marécages environnants, un premier centre d'habitation est implanté sur le site de l'actuel centre-ville par le gouverneur Jacques Dyel du Parquet, neveu du flibustier Pierre Belain d'Esnambuc, qui y installe sa résidence en 1639. Il y fait construire un premier fort en palissade qu'il nomme Fort-Royal.
Toutefois, c'est le gouverneur Jean-Charles de Baas qui décide de fonder la ville sous nom de le Fort-Royal le 3 octobre 1669. Les travaux d'assainissement des marécages commencent et le plan d'alignement des voies de la future ville est approuvé par Colbert en 1671. Ainsi naît le quadrilatère de 42 hectares, au plan en damier, qui constitue le noyau urbain de la ville actuelle : la ville basse.
Cependant, la décision d'implanter une ville dans un endroit si inhospitalier ne fait pas l'unanimité. Le sol meuble ne favorise pas les constructions et l'air des marécages entraîne une forte mortalité par la malaria. Le développement de la ville impose de nombreux aménagements hydrauliques qui nécessitent près d'un siècle pour être intégralement mis en œuvre.
L'année 1674 est marquée par la célèbre bataille du Fort-Saint-Louis qui voit la défaite de la puissante escadre hollandaise de l'amiral de Ruyter dans sa tentative de prendre la ville, et le rattachement des îles françaises des Antilles à la Couronne de France.
En novembre 1677, le comte de Blénac débarque à la Martinique pour succéder au gouverneur de Baas qui vient de décéder. C'est lui qui achève la construction de la ville, de son fort (l'actuel fort Saint-Louis) et que l'histoire retiendra comme fondateur de la ville. Travailleur opiniâtre, il obtient que le siège du Gouvernement général ainsi que le palais du Gouverneur soient transférés de Saint-Pierre à Fort-Royal en 1692, faisant de la nouvelle cité la capitale administrative de la Martinique.

### Fort-Royal auXVIIIesiècle

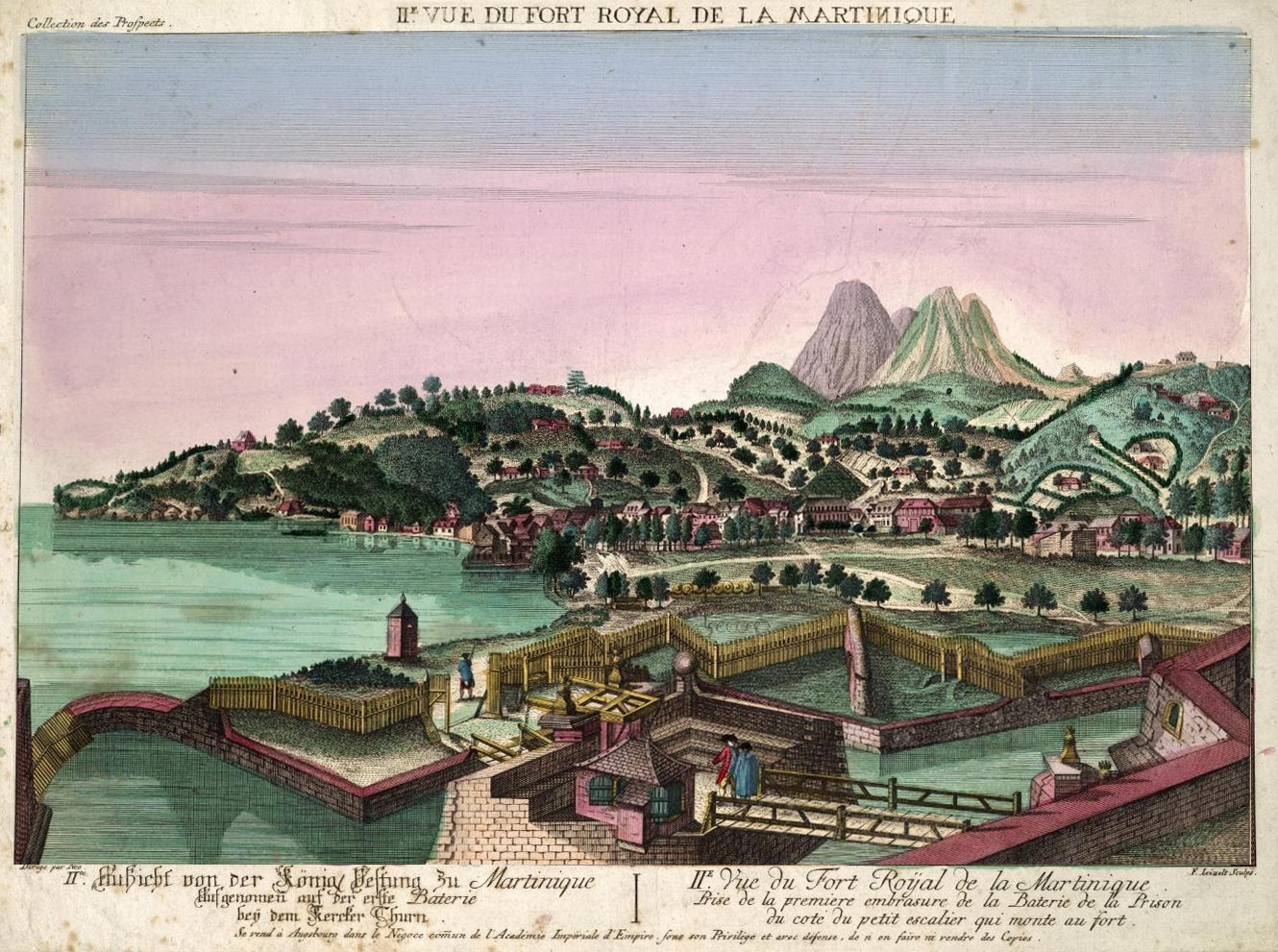
Fort-Royal vers 1750.

En 1738, la ville est ravagée par un tremblement de terre.
Après l'échec de l'attaque de 1759 par la mer, les Anglais prennent d'assaut Fort-Royal par la terre en 1762 à la suite du débarquement de leurs troupes à Case Navire. Le fort et la Martinique tombent aux mains des Britanniques en février 1762.
La Martinique est restituée à la France un an plus tard par le traité de Paris. Les installations portuaires de la ville sont alors réduites à leur plus simple expression. Le bassin est encombré par les épaves de onze bateaux coulés par les Anglais. Georges-René Pléville Le Pelley est nommé capitaine du port de Fort-Royal et est chargé de sa réhabilitation. Au cours de ces travaux, il assèche les marais putrides qui gangrènent les abords de la ville et rend le port accessible aux plus gros bâtiments de commerce. Il supprime les taxes d'accès au port et relance le commerce maritime. Il se consacre ensuite à la correction des cartes des Antilles avant d'être rapatrié à Marseille pour des problèmes de santé. Il est remplacé par Robert Tascher de la Pagerie, le père de la future impératrice Joséphine.

### Développement de la ville et rivalité avec Saint-Pierre
Après le passage sous domination anglaise en 1794, l'entrée du capitaine général Villaret-Joyeuse à Fort-Royal le 14 septembre 1802 consacre le retour de la Martinique à la France, en application de la Paix d'Amiens signée avec l'Angleterre et c'est sous l'Empire, en 1807, que la ville devient chef-lieu de la colonie et prend le nom de Fort-de-France. Ce nom n'est pas remis en cause lors de la nouvelle occupation britannique, de 1809 à 1815. Mais Fort-de-France, ville administrative et militaire, souffre toujours de la concurrence de Saint-Pierre, plus peuplée, enrichie par le commerce et le négoce, dont la renommée culturelle est grande dans tout l'arc antillais. Les deux villes sont cependant complémentaires, car si Saint-Pierre fait office de port de mouillage, Fort-de-France fait fonction de port de carénage. D'ailleurs, de nouveaux aménagements portuaires sont réalisés à Fort-de-France pendant les années 1860 et un bassin de radoub est inauguré en 1868.
La limitation actuelle du territoire communal date de 1888.
L'arrivée d'esclaves, d'affranchis et de mulâtres, puis de populations désormais toutes libres à partir de 1848, consacre l'essor de la ville, qui passe de 9 200 habitants environ au début du XIXe siècle à 17 000 environ en 1876. De plus, l'introduction de la machine à vapeur dans le système de production sucrière entre 1840 et 1870 conduit à une importante transformation de l'espace agricole et rural de la Martinique. Cela favorise la concentration foncière dans de grands domaines agricoles autour des usines centrales sucrières et des rhumeries, en même temps qu'un émiettement de petites propriétés et exploitations tenues par des affranchis ou par leurs descendants, et un vaste mouvement d'exode rural. Parallèlement, la baisse de la mortalité accélère la croissance démographique. Aussi, en 1901, le recensement donne 29 000 habitants à Saint-Pierre contre environ 24 700 à Fort-de-France. Mais, alors que la population de la première est essentiellement urbaine, concentrée dans l'espace, celle de Fort-de-France est beaucoup plus dispersée, la partie urbaine ne regroupant que 7 000 habitants, et ses emplois y sont encore en majorité agricoles.
Des catastrophes naturelles ou humaines détruisent à plusieurs reprises la ville. Ainsi, un tremblement de terre ravage la cité le 11 janvier 1839, puis un grand incendie détruit les trois quarts de la ville coloniale, la quasi-totalité des 1 600 maisons construites en bois pour pallier les conséquences d'un futur séisme, le marché, la cathédrale Saint-Louis le 22 juin 1890, et enfin, un cyclone s'abat sur la ville et tue près de 400 personnes le 18 août 1891. Ironie du sort, c'est une autre catastrophe naturelle qui va définitivement consacrer Fort-de-France dans son rôle de première ville de l'île : l'éruption de la montagne Pelée qui dévaste Saint-Pierre le 8 mai 1902.

### Fort-de-France auXXesiècle

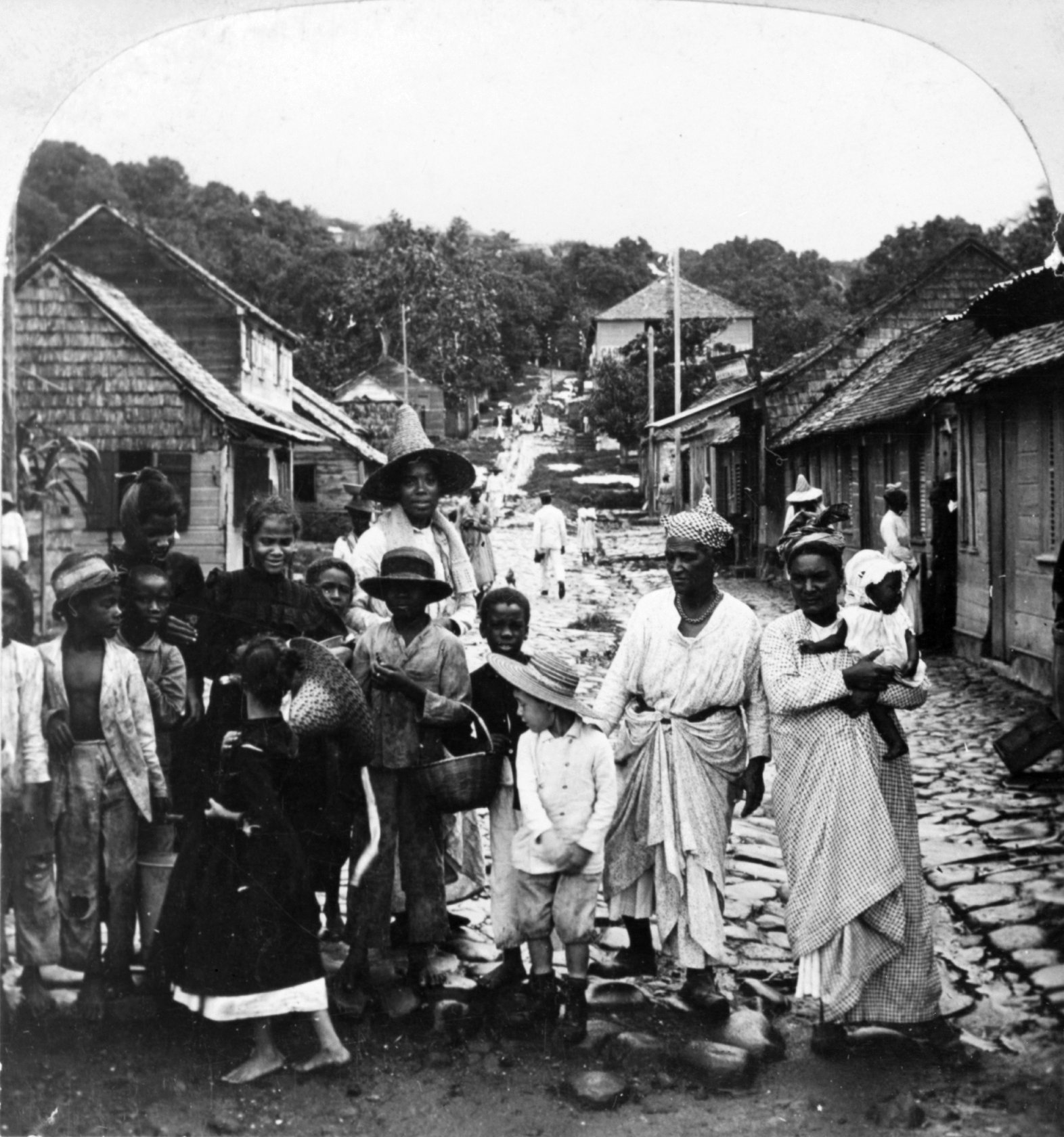
Un groupe de réfugiés à Fort-de-France, après l'éruption de 1902.

Après l'éruption de la montagne Pelée, Saint-Pierre n'est plus une ville commerciale, car elle a perdu tous les habitants qui étaient restés sur place (sauf deux survivants), et son repeuplement s'effectue lentement et très partiellement. Les migrants du nord de l'île arrivent massivement à Fort-de-France, qui récupère l'ensemble des fonctions portuaires, industrielles et de direction économique et commerciale de la Martinique. Pour faire face à cet afflux de population, le maire de la ville, Victor Sévère, relance en 1904 un projet évoqué par les édiles locaux à la fin du siècle précédent : l'assainissement et la municipalisation des Terres-Sainville, un vaste marécage situé au nord-ouest de la ville basse coloniale, alors peuplé de misérables qui y avaient construit leurs cases.
Après une longue bataille juridique pour en exproprier les habitants, les travaux sont réalisés dans la deuxième moitié des années 1920, donnant naissance à un quartier moderne, destiné à une population ouvrière, dont la trame viaire orthogonale prolonge celle du centre-ville, avec des mailles plus petites toutefois. En revanche, les quartiers de Sainte-Thérèse, du Morne Pichevin et de Dillon, de même que d'autres groupements d'habitat individuel spontané (cases) se développent le long des routes allant vers les bourgs avoisinants, sous la pression de la croissance naturelle de la population et de l'exode rural, et donnent l'image d'une dispersion anarchique de l'urbanisation.
Dans les années 1930, l'assainissement est encore imparfait, comme en témoignent l'état du canal de la Levée, un ensemble de fossés séparant les Terres-Sainville du centre, la décharge de la pointe Simon et les caniveaux qui servent d'égouts à ciel ouvert. En dehors du centre-ville, des résidences aisées de style colonial escaladent toutefois les hauteurs aérées du plateau Didier, au nord-ouest de la ville (Balata) et à Redoute, sur la route du Morne-Rouge. Fort-de-France apparaît donc comme une ville de contrastes, plus hétérogène et moins riche que ne l'était Saint-Pierre au temps de sa splendeur.
La crise économique des années 1930 et la Seconde Guerre mondiale, en limitant les débouchés sucriers de la Martinique, mettent à mal son système agricole. La fermeture de grandes usines sucrières durant les années 1950 et 1960, les difficultés des petits propriétaires ou exploitants à vivre des revenus des produits de leurs terres, la forte croissance démographique se conjuguent pour attiser l’émigration vers la métropole et l’exode rural vers Fort-de-France.
Bénéficiant de la loi de départementalisation de 1946 et désormais mieux reliée au reste de l’île grâce à l'amélioration du réseau routier, la ville offre alors l’espoir d’y trouver des emplois dans les services et les équipements. La population est donc passée de 16 000 habitants en 1894 à plus de 52 000 en 1936, puis 66 000 en 1946. Si on peut douter de la fiabilité des recensements antérieurs à celui de 1954 - ce dernier accorde 60 600 habitants à Fort-de-France, révélant la surestimation du chiffre de 1946 -, il est indéniable que la croissance démographique est vive jusqu'en 1967 (97 000 habitants), avant de se stabiliser autour de 100 000 habitants entre 1974 et 1990. Elle s'accompagne de la multiplication des bidonvilles et autres quartiers d'habitat spontané qui enserrent alors l'hypercentre (Terres-Sainville et centre colonial) : Texaco, qui a donné son nom au célèbre roman de Patrick Chamoiseau, prix Goncourt en 1992, Canal-Alaric, Volga-Plage, Trénelle, Citron, Fond-d'Or, Renéville, etc.
Au milieu des années 1970, on estime que 40 % des constructions de Fort-de-France avaient été réalisées sans autorisation et les quartiers insalubres regroupaient un quart des logements, contenant un quart de la population de la commune. Pour faire face aux besoins, Aimé Césaire, maire de la ville de 1945 à 2001, a entrepris la construction de grands ensembles de logements sociaux, comme les cités Dillon, Floréal, Bon-Air et Calebasse dans les années 1960 et 1970 ou Châteaubœuf dans les années 1980, ou de quartiers plus résidentiels (Cluny, Bellevue, Des Rochers, etc.), et appuyé la densification des quartiers centraux. La « durcification » de la majorité des anciens bidonvilles qui ont été reliés aux réseaux (eau, électricité, etc.), avec légalisation des installations, a aussi accompagné la politique de résorption de l'habitat insalubre mise en place par les pouvoirs publics.
Depuis 1990, la population de Fort-de-France décline au profit des communes voisines de Schœlcher, Saint-Joseph et Le Lamentin, et même au-delà, au profit des communes du Sud de la Martinique, où se sont implantés des lotissements pavillonnaires et des ensembles de logements collectifs. Elle est passée en dessous du seuil de 90 000 habitants (population municipale, c'est-à-dire sans double compte) au recensement de 2007. De même, c'est dans ces périphéries que se sont installées les nouvelles zones d'emploi. Ce phénomène a donc conduit la municipalité à réaliser des opérations de restructuration urbaine visant à redonner son attractivité à la ville (centre d'affaires de la Pointe-Simon, centre commercial Perrinon, etc.) et à améliorer son cadre de vie.
Le 22 mai 2020, jour de commémoration de l'abolition de l'esclavage en Martinique, les deux statues de Victor Schoelcher présentes à Fort-de-France et à Schœlcher sont détruites par des manifestants se proclamant « antibéké et anti-héritage colonial ».
Les manifestants reprochent au pouvoir français et aux collectivités « de ne célébrer que des hommes blancs, et d’occulter les figures des esclaves qui se sont révoltés » ; et à Schœlcher en particulier, d'avoir permis une indemnisation financière des anciens maîtres blancs, en compensation de l'abolition.

## Politique et administration

### Rattachements administratifs et électoraux

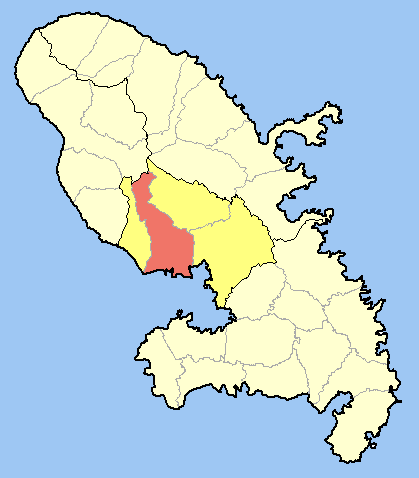
Commune de Fort-de-France (en rose) dans l'arrondissement de Fort-de-France (en jaune).

L'arrondissement de Fort-de-France comprend quatre communes et comportait seize cantons, dont dix étaient situés sur le territoire de la commune, jusqu'à la mise en place de la collectivité territoriale unique en Martinique, le 1er janvier 2016.
| Fort-de-France-1  | Fort-de-France-2 | Fort-de-France-3 |
| Fort-de-France-4  | Fort-de-France-5 | Fort-de-France-6 |
| Fort-de-France-7  | Fort-de-France-8 | Fort-de-France-9 |
| Fort-de-France-10 |                  |                  |

Pour l'élection des députés, la commune constitue à elle seule la troisième circonscription de la Martinique. Depuis juin 2022, elle est représentée par Johnny Hajjar.

### Intercommunalité
La ville est aussi le siège de la communauté d'agglomération du Centre de la Martinique (CACEM), qui regroupe 157 449 habitants au 1er janvier 2016 (populations légales 2016), avec les communes voisines du Lamentin, de Saint-Joseph et de Schœlcher.

### Instances administratives et judiciaires
À Fort-de-France se trouvent la Préfecture, l'état-major des forces armées aux Antilles-Guyane, le Palais de justice, le Tribunal de grande instance, la Cour d'appel, l'Hôtel de la Collectivité Territoriale de la Martinique (fusion du Département et de la Région), l'Archevêché, le Centre Hospitalier Universitaire et la Poste centrale.

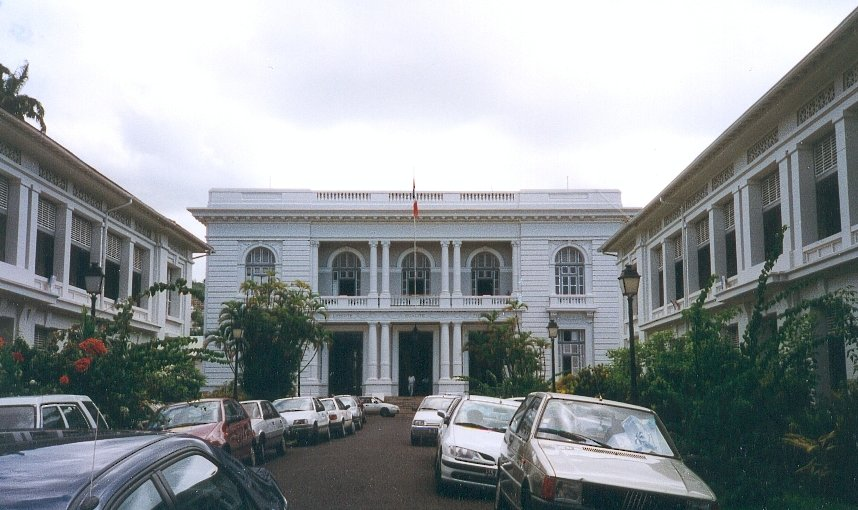
Hôtel de Préfecture (ex-Hôtel du gouverneur).
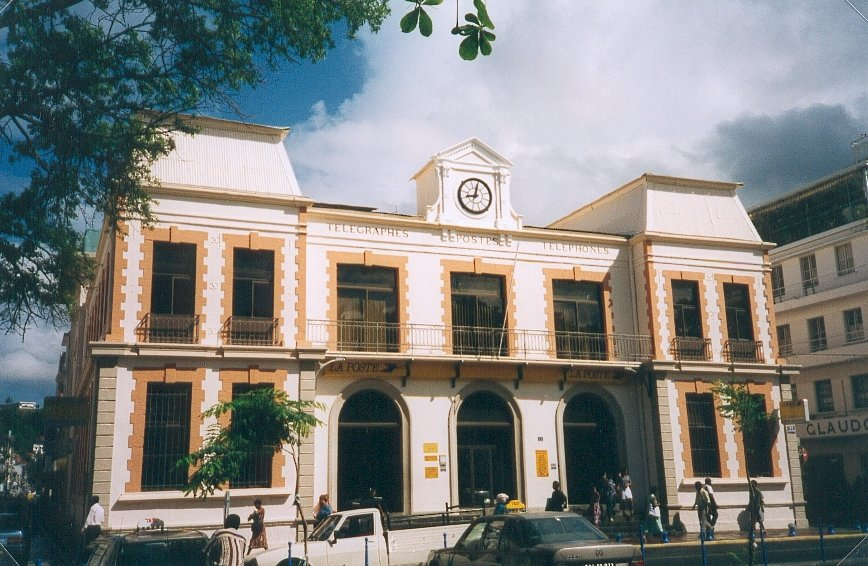
L'hôtel des Postes de Fort-de-France.

Fort-de-France est aussi une base navale de la Marine nationale, située au fort Saint-Louis. Une frégate de surveillance, deux patrouilleurs et un bâtiment de transport léger y sont affectés au titre de la souveraineté nationale et pour lutter contre le trafic de drogue.

### Liste des maires
| Période    | Période               | Identité                     | Étiquette   | Qualité |
| ---------- | --------------------- | ---------------------------- | ----------- | --- |
| mai 1945   | mars 2001             | Aimé Césaire                 | PC puis PPM | Écrivain Député de la Martinique (1945 → 1958) Député de la 2e circonscription de la Martinique (1958 → 1986) Député de la Martinique (1986 → 1988, élu au scrutin proportionnel) Député de la 3e circonscription de la Martinique (1988 → 1993) Conseiller général du canton de Fort-de-France-4 (1955 → 1970) Président du conseil régional de la Martinique (1983 → 1986) |
| mars 2001  | mars 2010 (démission) | Serge Letchimy               | PPM         | Urbaniste Député de la 3e circonscription de la Martinique (2007 → 2021) Conseiller général du canton de Fort-de-France-6 (1992 → 2004) Président de la CA du Centre de la Martinique (2001 → 2008) |
| avril 2010 | mars 2014             | Raymond Saint-Louis-Augustin | PPM         | Enseignant |
| mars 2014  | en cours              | Didier Laguerre              | PPM         | Professeur de physique Conseiller régional de la Martinique (2010 → 2015) 1er vice-président de la CA du Centre de la Martinique (2014 → ) Conseiller à l'Assemblée de Martinique (2021 → ) Réélu pour le mandat 2020-2026 |

### Conseil municipal actuel
Lors des élections municipales de mars 2020, la liste conduite par Didier Laguerre l'emporte dès le premier tour. Ce dernier est réélu maire de Fort-de-France en mars 2020.

### Tendances politiques et résultats
La ville de Fort-de-France est depuis plus de 50 ans le bastion du Parti progressiste martiniquais fondé par Aimé Césaire. La sensibilité politique des Foyalais se place davantage à gauche.

### Jumelages
| Ville | Ville | Pays | Pays   | Période     |
| ----- | ----- | ---- | ------ | ----------- |
|       | Belém |      | Brésil | depuis 2011 |

La ville est également participante d'un réseau des « Villes-Capitales » de l'Outre-mer avec Pointe-à-Pitre et Basse-Terre, Cayenne, Saint-Denis de la Réunion et Mamoudzou.

### Politique environnementale
En 2008, la ville produisait 1 178 kWc d'électricité grâce à l'énergie photovoltaïque. Par ailleurs, plusieurs mesures ont été mises en place en faveur d'un développement durable de la commune (gouvernance, éducation, énergie…).
En 2004, la CACEM est responsable de la collecte mécanisée des déchets, qui sont traités aux CVE (Centre de valorisation énergétique) et CET (Centre d'Enfouissement Technique) de la Trompeuse sur la commune. Des centres- de tri sélectifs sont accessibles au grand public, confirmant la sensibilité croissante des Foyalais aux enjeux d'éco-responsabilité.

## Population et société

### Démographie

#### Évolution démographique
Plusieurs catastrophes ont augmenté la mortalité au XIXe siècle, la population restant sous 17 000 habitants. La croissance démographique est importante durant un siècle, de 1891 (après la dernière catastrophe sur la commune) à 1990 et notamment après 1954, pour atteindre 100 000 habitants au début des années 1990. La ville perd ensuite régulièrement de la population (82 502 habitants en 2015).

L'évolution du nombre d'habitants est connue à travers les recensements de la population effectués dans la commune depuis 1853, premier recensement postérieur à la départementalisation de 1946. À partir de 2006, les populations de référence des communes sont publiées annuellement par l'Insee. Le recensement repose désormais sur une collecte d'information annuelle, concernant successivement tous les territoires communaux au cours d'une période de cinq ans. Pour les communes de plus de 10 000 habitants les recensements ont lieu chaque année à la suite d'une enquête par sondage auprès d'un échantillon d'adresses représentant 8 % de leurs logements, contrairement aux autres communes qui ont un recensement réel tous les cinq ans,.

En 2022, la commune comptait 75 165 habitants, en évolution de −7,22 % par rapport à 2016 (Martinique : −4,11 %, France hors Mayotte : +2,11 %).
| 1853   | 1867   | 1894   | 1901   | 1936   | 1954   | 1961   | 1967   | 1974   |
| ------ | ------ | ------ | ------ | ------ | ------ | ------ | ------ | ------ |
| 13 130 | 16 721 | 17 274 | 24 692 | 52 051 | 60 648 | 84 811 | 96 943 | 98 807 |

| 1982   | 1990    | 1999   | 2006   | 2011   | 2016   | 2021   | 2022   | - |
| ------ | ------- | ------ | ------ | ------ | ------ | ------ | ------ | - |
| 99 844 | 100 080 | 94 049 | 90 347 | 86 753 | 81 017 | 74 921 | 75 165 | - |

#### Pyramide des âges
En 2018, le taux de personnes d'un âge inférieur à 30 ans s'élève à 33,0 %, soit au-dessus de la moyenne départementale (32,1 %). À l'inverse, le taux de personnes d'âge supérieur à 60 ans est de 27,5 % la même année, alors qu'il est de 27,8 % au niveau départemental.
En 2018, la commune comptait 34 612 hommes pour 43 514 femmes, soit un taux de 55,70 % de femmes, légèrement supérieur au taux départemental (54,02 %).
Les pyramides des âges de la commune et du département s'établissent comme suit.
| Hommes | Classe d’âge | Femmes |
| ------ | ------------ | ------ |
| 0,9    | 90 ou +      | 2,0    |
| 7,6    | 75-89 ans    | 9,9    |
| 16,4   | 60-74 ans    | 17,7   |
| 22,4   | 45-59 ans    | 23,6   |
| 16,0   | 30-44 ans    | 16,9   |
| 17,8   | 15-29 ans    | 15,2   |
| 19,0   | 0-14 ans     | 14,6   |

| Hommes | Classe d’âge | Femmes |
| ------ | ------------ | ------ |
| 0,9    | 90 ou +      | 1,8    |
| 8,1    | 75-89 ans    | 9,5    |
| 19,9   | 60-74 ans    | 19,8   |
| 23,3   | 45-59 ans    | 24,3   |
| 14,1   | 30-44 ans    | 16,3   |
| 16,4   | 15-29 ans    | 14,2   |
| 17,3   | 0-14 ans     | 14,2   |

### Enseignement

#### Établissements scolaires
La commune compte 25 écoles maternelles, 59 écoles élémentaires, 8 collèges, 4 lycées professionnels, 3 lycées généraux publics et 7 écoles sous contrat.
- Collège Aimé-Césaire (Terres-Sainville)
- Collège Julia Nicolas (Centre-ville)
- Collège Auguste-François Perrinon (Cluny)
- Collège Tartenson
- Collège Roger Castendet (Coridon)
- Collège Cassien Sainte-Claire (La Meynard)
- Collège Fernand Donatien (ex-Dillon 1)
- Collège Dillon 2
- Collège Jacqueline Julius (Godissard)
- Séminaire Collège (privé catholique)
- LP André Aliker (Cluny)
- LP Marius Cultier de Dillon
- LP de Châteaubœuf
- LP Dumas-Jean-Joseph (ex-Pointe des Nègres)
- Lycée Victor-Schœlcher
- Lycée de Bellevue
- Lycée Joseph Gaillard (ex-lycée technique)
- Lycée polyvalent A.M.E.P (privé)
- Lycée professionnel A.M.E.P Raynal-Sarcus (privé)
- Le lycée de l'Union (ex-Institut Martiniquais d'Études) (privé) fondé en 1967 par Edouard Glissant
- Couvent Saint-Joseph de Cluny (privé catholique)[44].
- Le complexe scolaire St Jean-Paul II [Ex-orphelinat de L'Espérance] (privé catholique), qui comprend en son sein 3 établissements scolaires (Elémentaire ,collège, lycée professionnel)

#### Enseignement supérieur
- Classes préparatoires aux Grandes Écoles, scientifiques et littéraires (lycée de Bellevue).
- Campus Caribéen des Arts (ex-Institut régional d'Art visuel de la Martinique).
- L'Institut catholique Europe-Amérique (ICEA) dans le centre-ville

### Manifestations culturelles et festivités
- Le Festival culturel de la ville de Fort-de-France a lieu chaque année aux mois de juin et juillet.
- Tropiques Atrium propose un calendrier annuel riche et diversifié : théâtre, concerts, cinéma, expositions…

### Santé
Les hôpitaux de Fort-de-France totalisent environ 1 900 lits.
Le CHU de Fort-de-France est composé de quatre établissements (environ 1 300 lits) et reçoit chaque année environ 40 000 malades :
- L'hôpital Pierre-Zobda-Quitman (environ 700 lits) ;
- L'hôpital Albert Clarac (environ 50 lits) ;
- La Maison de la Femme de la Mère et de l'Enfant (maternité ; environ 150 lits) ;
- Le centre Emma-Ventura (environ 400 lits).

Les autres équipements sont :
- La clinique Saint-Paul (privé, 52 lits) ;
- Le CHS de Colson (470 lits) ; (hôpital psychiatrique Maurice-Despinoy)
- Le dispensaire Calmette.

On trouve également en ville des laboratoires d'analyse et des médecins spécialisés.

### Sports
Chaque année au mois de novembre a lieu le semi-marathon international de la ville de Fort-de-France. C'est la plus importante manifestation sportive organisée par la ville de Fort-de-France.
De nombreus stades et salles accueillent les passionnés de sport et de santé :

#### Salles de sport
- WE SPORT : séances de sport personnalisées dans un cadre intimiste avec un coach sportif et la technologie Miha Bodytec (EMS : électrostimulation)

#### Clubs sportifs
Fort-de-France compte plusieurs clubs sportifs :
- Football :
  - le Club colonial de Fort-de-France (19 fois vainqueur du Championnat de la Martinique de football, c'est l'un des clubs de football les plus titrés en championnat de la Martinique)

Les grands joueurs du Club Colonial depuis sa création à nos jours sont : Albert Détournel, Robert Juliéno, Jacques Jean-Baptiste-Edouard, Guy Mardayé, Jean Trémor, Léon Borry, Roger Jean-Noël, Claude Cayol, Victor Jean-Baptiste, Victor M'Quiby et José Goron. Tous ces joueurs ont été à leur époque sélectionnés dans l'Équipe de la Martinique de football.
- - le Golden Star de Fort-de-France (16 fois vainqueur du Championnat de la Martinique de football), ancien club de Frédéric Piquionne, ex joueur professionnel de l'Olympique lyonnais, de l'AS Saint-Étienne et international français en 2007[47] et de Daniel Charles-Alfred, ancien footballeur professionnel de Nîmes Olympique et ancien International français en 1964[48] Le Golden Star de Fort-de-France est le premier club antillo-guyanais à avoir atteint les 32e de finale de la Coupe de France en 1974 après sa victoire contre l'US Melun 2 buts à 1 [49], mais il s'est incliné face à l'OGC Nice par 8 buts à 0. Les grands joueurs de tous les temps du Golden Star sont : Daniel Charles-Alfred, ancien footballeur professionnel de Nîmes Olympique et ancien international français de football en 1964[50], Frédéric Piquionne, ancien joueur professionnel de l'Olympique Lyonnais et de l'Équipe de France de football, Mathias Coureur, ancien joueur pro du FC Nantes, Fabrice Reuperne, ancien joueur pro du Stade de Reims, Patrick Burner, footballeur professionnel de l'OGC Nice et de Nîmes Olympique, Camille Zali, ancien joueur pro du FC Metz, Charles Filin, ancien joueur pro de Nîmes Olympique, Thierry Fondelot, Hamid Did, Serge Son, Frédéric Betzy, Denis Bellerose, Pierre Verdeau, Pablo Jean-Baptiste, Serge Stattner, Félix Zéline, Francky Forest, Jean-Pierre Pilotin, Henri Alonzeau et José Marie-Rose. Tous ces joueurs ont été à leur époque membres de l'Équipe de la Martinique de football.
  - le Good Luck de Fort-de-France (2 titres de champion de Martinique) Les grands joueurs de l'histoire du Good Luck sont : Tony Labridy, Félicien Elisabeth, Ronald Quitman, Victor Jean-Baptiste, Raymond Thorel et Alex Bertide. Tous ces joueurs étaient membres de l'Équipe de la Martinique de football.
  - l'Excelsior (3 titres de champion de Martinique en 1987, 1988 et 1989)

L'Excelsior a connu sa période de gloire de 1987 à 1989 en remportant 3 titres de champion de Martinique. Cette grande équipe était composée des joueurs suivants : Raymond Dijon, Gérard Dijon, Francis Rambo, Jean-Luc Largen, Christian Caronique, Camille Marguerite, Patrick Ferrand, Marcel Cassildé, Jean-Claude Linéré et Georges Login. Cette équipe à l'époque constituait l'ossature de l'Équipe de la Martinique de football.
- - l'Intrépide (3 titres de champion de Martinique)
  - l'UJ Redoute (Union des jeunes de Redoute)
  - C.O.D.S.T (Club Omnisports Dillon Sainte-Thérèse)
  - C.O Trénelle (Club Olympique de Trénelle) (Vainqueur de la Coupe de la Martinique de football en 2021[51],[52])
  - Racing-Club de Bô Kannal[53]
- Handball :
  - L'Espoir de Floréal
  - USC Citron
  - l'UJ Redoute (Union des jeunes de Redoute)
  - ASC Volga-Plage
  - ASC Dillon Doubout
- Basket ball :
  - L'USAC (Union Sportive Amicale et Culturelle)
  - Intrépide Basket Club
  - Golden Star Basket Ball
  - Baloncesto
- Volley ball :
  - Good-Luck
- Athlétisme :
  - Mairie Sportive
  - Club Colonial
  - ASC Police
- Rugby :
  - Good-Luck
  - CS Militaire
- Natation :
  - Cercle des nageurs de l'Espadon
- Cyclisme, VTT :
  - ASC Karaïbes Culture Sport

#### Stades
Il y a deux grands stades à Fort-de-France :
- le stade Pierre-Aliker[54] (18 000 places) (le plus grand stade de la Martinique et des Antilles françaises) ;
- le stade Louis-Achille (9 300 places).

Autres stades
- Stade Serge-Rouch ;
- Stade Desclieux.

Autres équipements sportifs
- Hall des sports Pellière-Donatien ;
- Gymnase du stade Louis-Achille ;
- Gymnase municipal Richard-Granvorcka-de-Coridon ;
- Gymnase de Godissard ;
- Boulodrome de Dillon ;
- Complexe sportif de la Cour Fruit à Pain (Terres-Sainville) ;
- Piscine du lycée Joseph-Gaillard (ex-Pointe des Nègres) ;
- Piscine de la Pointe de la Vierge (Texaco).

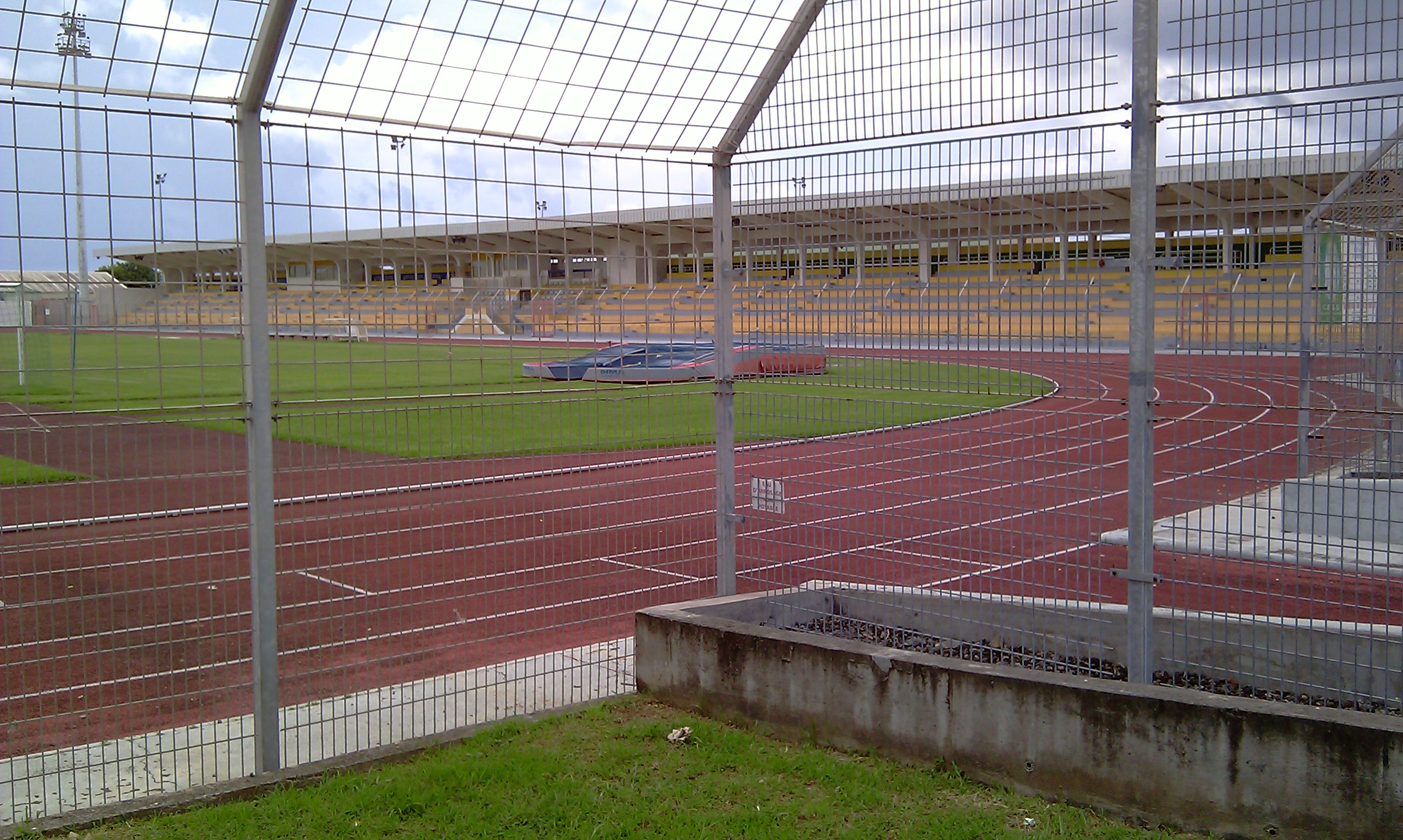
Louis-Achille.
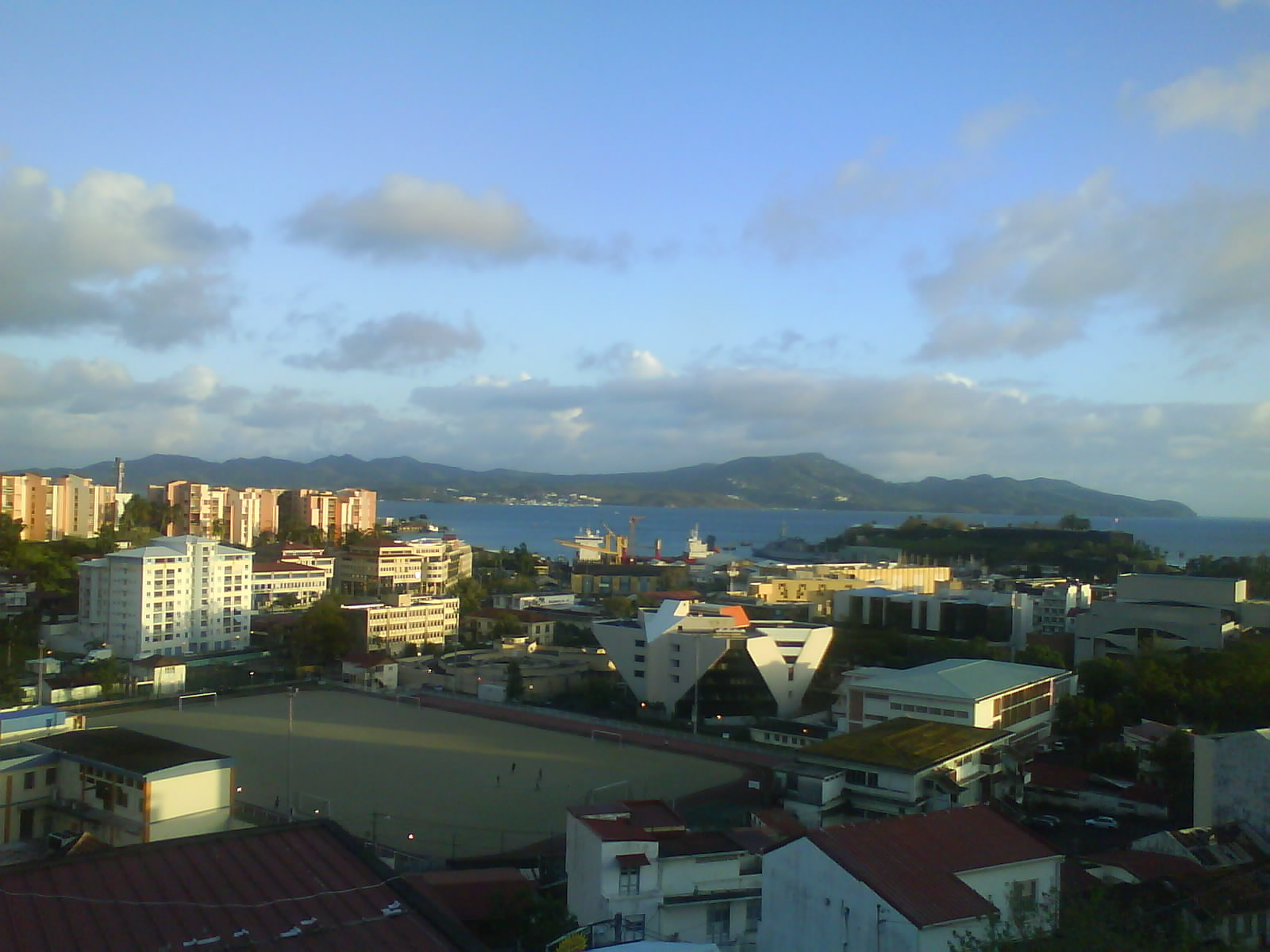
Vue sur le stade Desclieux à Fort-de-France.

### Médias
- Télévision : Martinique La Première, ATV, KMT Télévision, Zouk TV
- Radio : Martinique La Première
- Presse écrite : France-Antilles Martinique
- Web Tv : Lumina Tv

### Cultes

#### Catholicisme
La religion catholique (église des Antilles) est pratiquée au sein de l'archidiocèse de Saint-Pierre et Fort-de-France. Depuis le 7 mars 2015, David Macaire est archevêque à la cathédrale Saint-Louis de Fort-de-France.
Douze édifices religieux catholiques sont présents sur le territoire de la commune de Fort-de-France. Voici la liste ci-dessous :
- Église du Sacré-Cœur de Balata. L'édifice a été inscrit au titre des monuments historiques en 2015[55]. L'église est dédiée au Sacré-Cœur de Jésus.
- Cathédrale Saint-Louis de Fort-de-France. L'édifice a été classé au titre des monuments historiques en 1990[56].
- Église du Cœur-Immaculé-de-Marie de Bellevue. L'église est dédiée au Cœur immaculé de Marie.
- Église Notre-Dame du Rosaire de Redoute. L'édifice a été inscrit au titre des monuments historiques en 2009[57]. L'église est dédiée à Notre-Dame du Rosaire.
- Église Saint-Antoine-de-Padoue de Terres Sainville. L'église est dédiée à saint Antoine de Padoue, elle a été inscrite au titre des monuments historiques en 2016[58].
- Église Saint-Christophe. L'édifice a été inscrit au titre des monuments historiques en 2015[59]. L'église est dédiée à saint Christophe de Lycie.
- Église Sainte-Thérèse. L'édifice a été inscrit au titre des monuments historiques en 2011[60]. L'église est dédiée à sainte Thérèse de l'Enfant-Jésus.
- Église Emmaüs de ZI de la Jambette.
- Chapelle de l'hôpital psychiatrique de Colson de Fort-de-France.
- Chapelle du Calvaire de Fort-de-France.
- Chapelle Notre-Dame de la Médaille.
- Chapelle du Fort et Morne Desaix.

#### Orthodoxie
- Église Saint-Archange-Gabriel, une paroisse du diocèse orthodoxe russe de Chersonèse rattaché canoniquement au patriarcat de Moscou[61].

## Économie
Fort-de-France est le siège de la Chambre de commerce et d'industrie de la Martinique.

### Revenus de la population et fiscalité
En 2008, le revenu fiscal médian par ménage était de 12 743 €, ce qui plaçait Fort-de-France au 30 716e rang parmi les 31 604 communes de plus de 50 ménages en métropole.

### Emploi
La population active résidant dans la commune atteignait un total de 40 331 individus au recensement de 2006 et le nombre d'emplois 45 793. La moitié des établissements employeurs de la Martinique sont situés autour de Fort-de-France et Le Lamentin, soit 1 394 établissements employeurs publics et 3 324 privés en 2008. Le taux de chômage, en 2006, était de 25,6 %.
Répartition des actifs occupés par catégorie socioprofessionnelle en 2006
|                             | Agriculteurs | Artisans, commerçants, chefs d'entreprise | Cadres, professions intellectuelles | Professions intermédiaires | Employés | Ouvriers |
| --------------------------- | ------------ | ----------------------------------------- | ----------------------------------- | -------------------------- | -------- | -------- |
| Fort-de-France              | 0,3 %        | 7,2 %                                     | 12,8 %                              | 25,6 %                     | 38,2 %   | 15,8 %   |
| Moyenne nationale           | 2,2 %        | 6,0 %                                     | 15,4 %                              | 24,6 %                     | 28,7 %   | 23,2 %   |
| Sources des données : INSEE |              |                                           |                                     |                            |          |          |

La mairie de Fort-de-France et le Conseil général constituent des employeurs importants.

### Entreprises de l'agglomération
Parmi les plus gros employeurs, on comptait EDF (450 salariés), France-Télécom (740 sal.), les magasins Carrefour (190 sal.) et Hyper U (125 sal.), les éditions France Antilles (220 sal.), le centre d'appel Groupama (140 sal.), et de nombreux autres magasins, banques (le Crédit Mutuel, 290 salariés, la BNP, 210 salariés, etc.) et assurances, agences d’Intérim, entreprises du bâtiments et de services (restauration collective, gardiennage, entretien d'espaces verts, etc.)…

### Secteurs d'activités

#### Commerce
La Cour Perrinon est un centre commercial situé au cœur du centre historique de la ville inauguré le 4 décembre 2008.

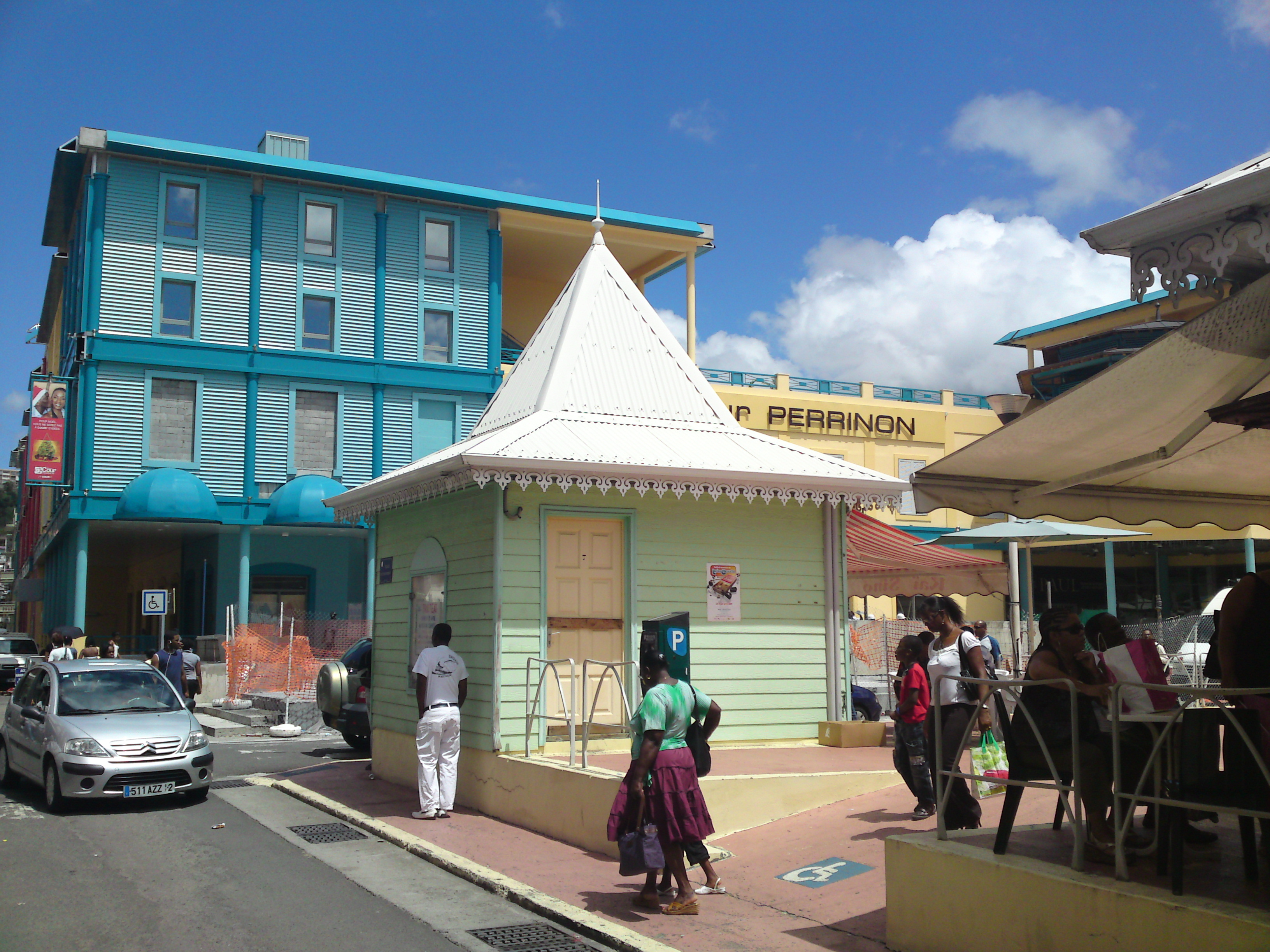
Le centre commercial est situé dans le cœur du Centre-ville et propose une offre de commerces et services variés, ainsi qu'un parking souterrain de 600 places.

#### Transport maritime
Le port de Fort-de-France est le plus important port de commerce de la Martinique. Il est réparti sur plusieurs sites (le terminal conteneurs de la Pointes des Grives, les quais de la baie des Tourelles (nord et sud), le quai ouest, le bassin de radoub et le terminal de croisières de la Pointe Simon).
La Chambre de commerce et d'industrie de la Martinique a géré le port de Fort-de-France entre 1964 et 2013. Cependant depuis le 1er janvier 2013 c’est l’Établissement Public « Grand Port Maritime de la Martinique » qui s’occupe de la gestion du port.
Fort-de-France est le 6e port à conteneurs de France avec 160 000 conteneurs EVP traités chaque année, et le premier bassin d'emploi de l'outre-mer français, avec environ 1 000 emplois directs. Chaque année, environ 3 millions de tonnes de marchandises sont traitées dans le port, dont 70 % sont des importations. Ces importations sont majoritairement du pétrole brut à destination de la raffinerie SARA et des marchandises diverses conteneurisées pour les consommateurs martiniquais (électroménagers, multimédia, alimentaire, etc.). Près de 80 % des importations martiniquaises proviennent de l’Europe mais principalement de la France métropolitaine. Concernant les exportations, les produits pétroliers raffinés restent le principal poste d’exportation, suivie par les bananes (280 000 tonnes par an) envoyées vers l’Europe dans des conteneurs réfrigérés, ce qui permet à la Martinique de se placer à la 16e place des pays importateur de banane en Europe.
Près de 96 % des marchandises importées ou exportées en Martinique passent par le port de Fort-de-France, ceci illustre clairement l’importance du Port et de ses routes maritimes.
Le port de Fort-de-France joue aussi un rôle essentiel dans le transport de passagers, que ce soit dans le domaine de la croisière ou inter-îles. Avec un trafic de 110 023 passagers pour la croisière et 127 704 passagers inter-îles en 2012, le port est un maillon important pour l’économie touristique de l’île et pour la mobilité des personnes dans la Caraïbe.
Le port charge et décharge également des véhicules en provenance et à destination de l’Europe grâce à des navires rouliers (RORO).

#### Tourisme et affaires
Un centre d'affaires de la Pointe-Simon a été aménagé sur un espace de quinze hectares, à proximité de l’embouchure de la Rivière Madame. Il comporte :
- une tour de 20 étages pour des bureaux, la « Tour Lumina » (Erick Orville et Frank Brière, architectes) qui s'élève jusqu'à 105,5 mètres de haut et qui est la plus haute des Petites Antilles (en excluant Trinidad) ;
- un immeuble de sept étages constitué de bureaux, de commerces et d'un hôtel d'affaire, le Simon (recommandé pour son bar-terrasse et sa table) ;
- un immeuble de grand standing de 8 étages de type condominium, pour des logements et des services à vocation touristique et d'affaires.

La totalité de la surface construite fait prévoir un complexe urbain de 24 000 m2.
Il est également prévu dans la deuxième phase une galerie marchande de type « village créole » appelé Fort-de-France antan lontan à proximité du « Malecon » et adossé à l’aménagement au boulevard Alfassa.
Au 28 avril 2012, les façades de la tour et du condominium sont achevées et le gros œuvre du troisième bâtiment est achevé (Erick Orville et Frank Brière, architectes), c'est aussi le jour de démantèlement de la dernière grue du chantier.
En 2019, les services de la chaîne Martinique 1re ont été installés sur deux étages à la tour Lumina.

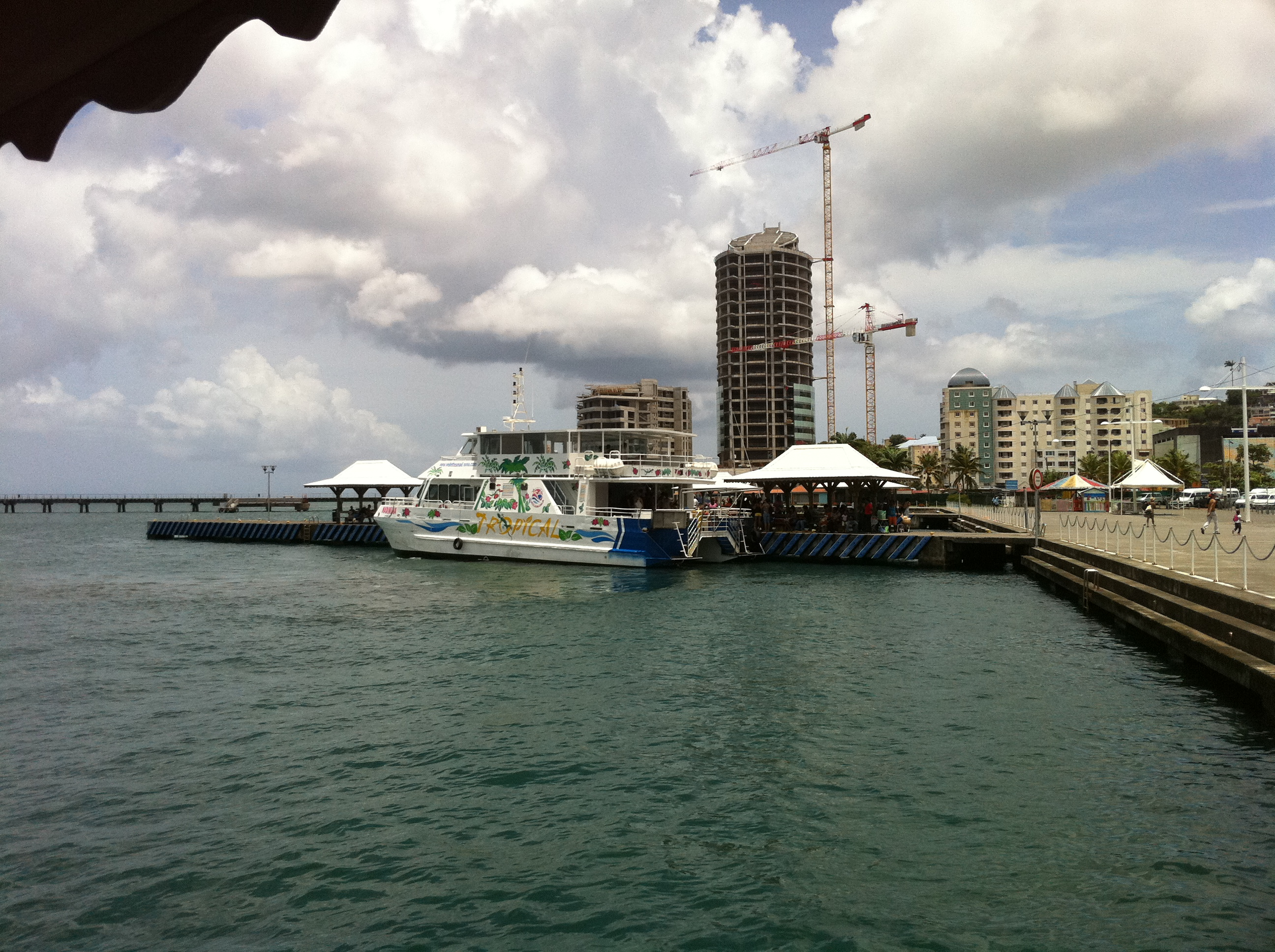
le Centre d'affaires et la tour Lumina lors de sa construction.
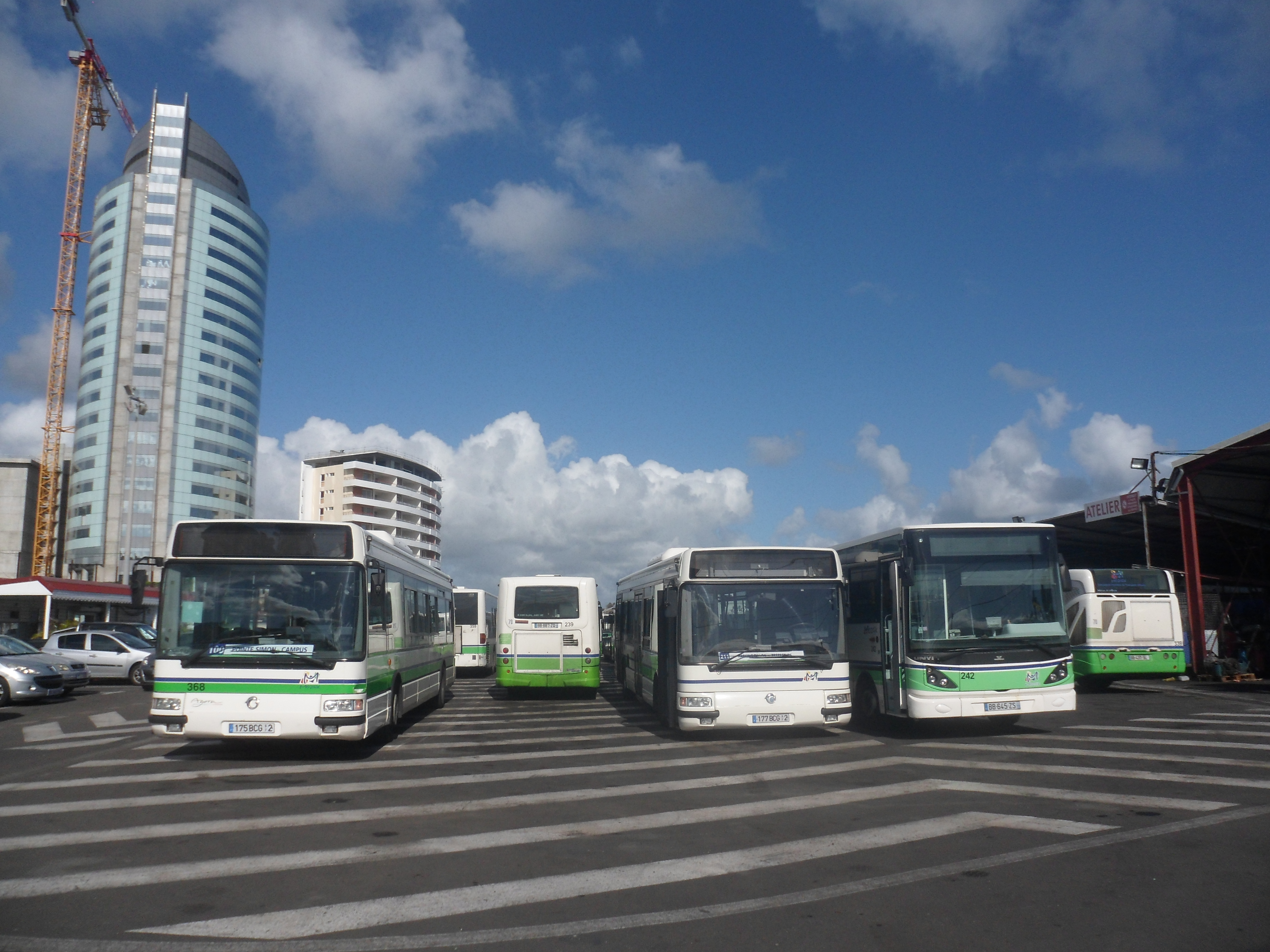
La fin du chantier, vue depuis la gare des bus.
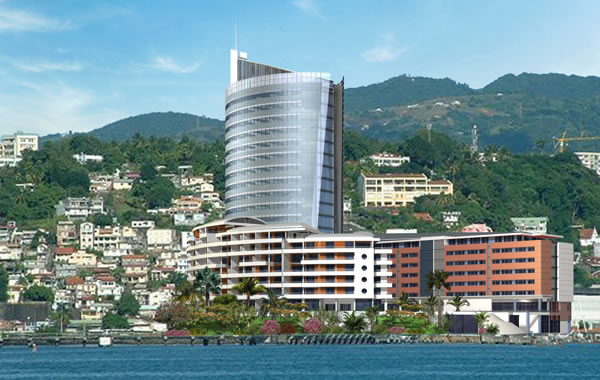
Vue du Centre d'affaires, un pôle de modernité dans la ville créole.

## Culture locale et patrimoine

### Lieux et monuments

#### Monuments religieux
- Cathédrale Saint-Louis de Fort-de-France
- Église Saint-Antoine des Terres-Sainville
- Église de la Redoute
- Église du Sacré-Cœur de Balata
- Chapelle de l'ancien hôpital militaire au Parc Floral (détruite en 1960)

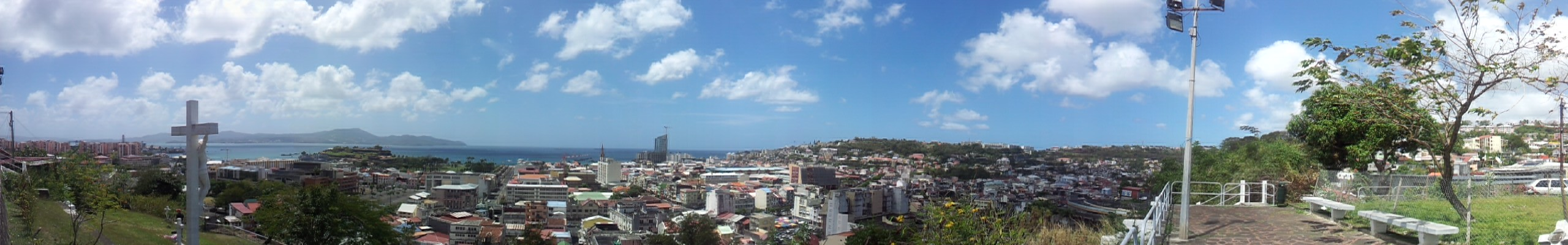
Vue sur Fort-de-France, à partir du Calvaire.
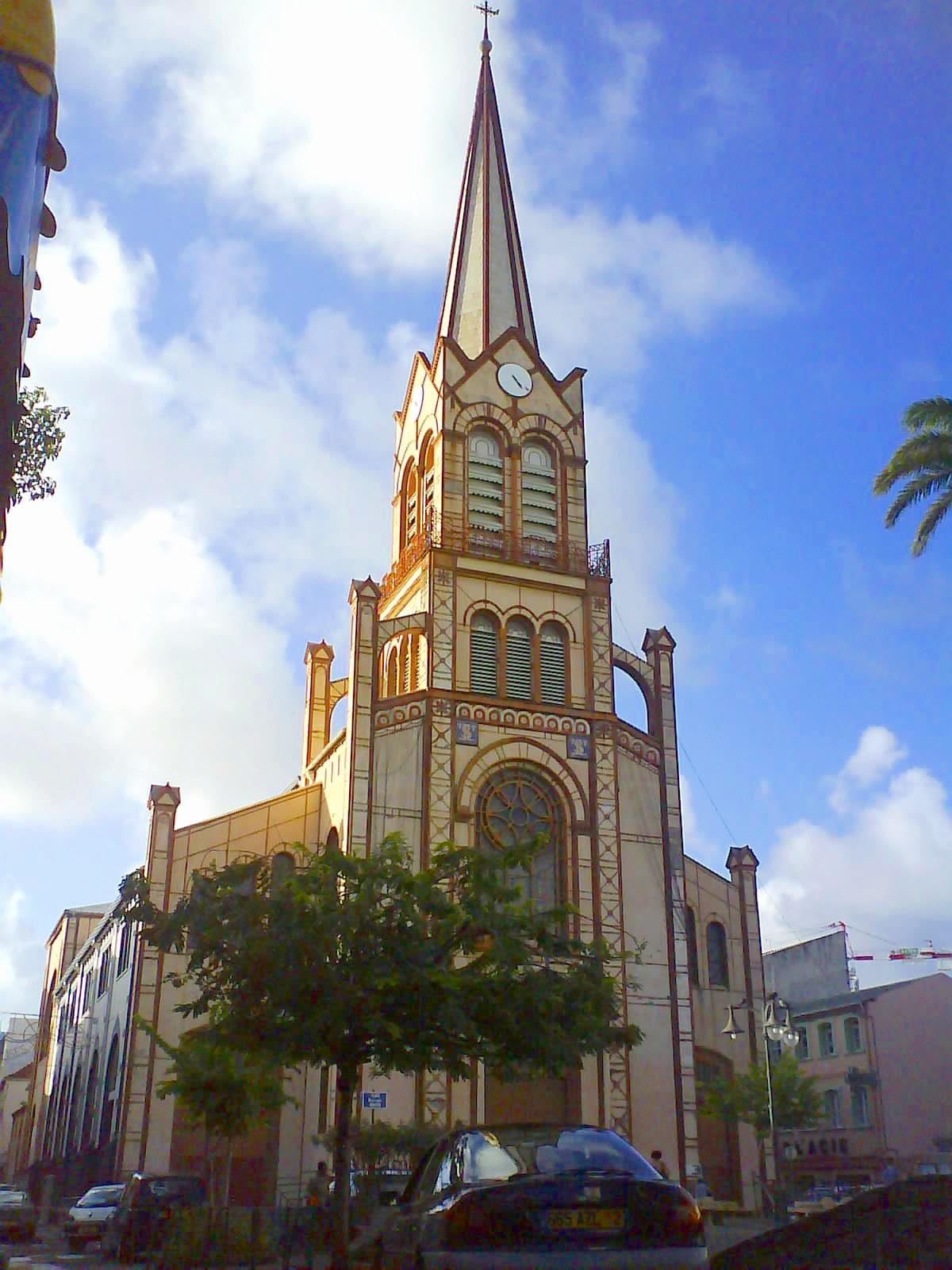
Cathédrale Saint-Louis.
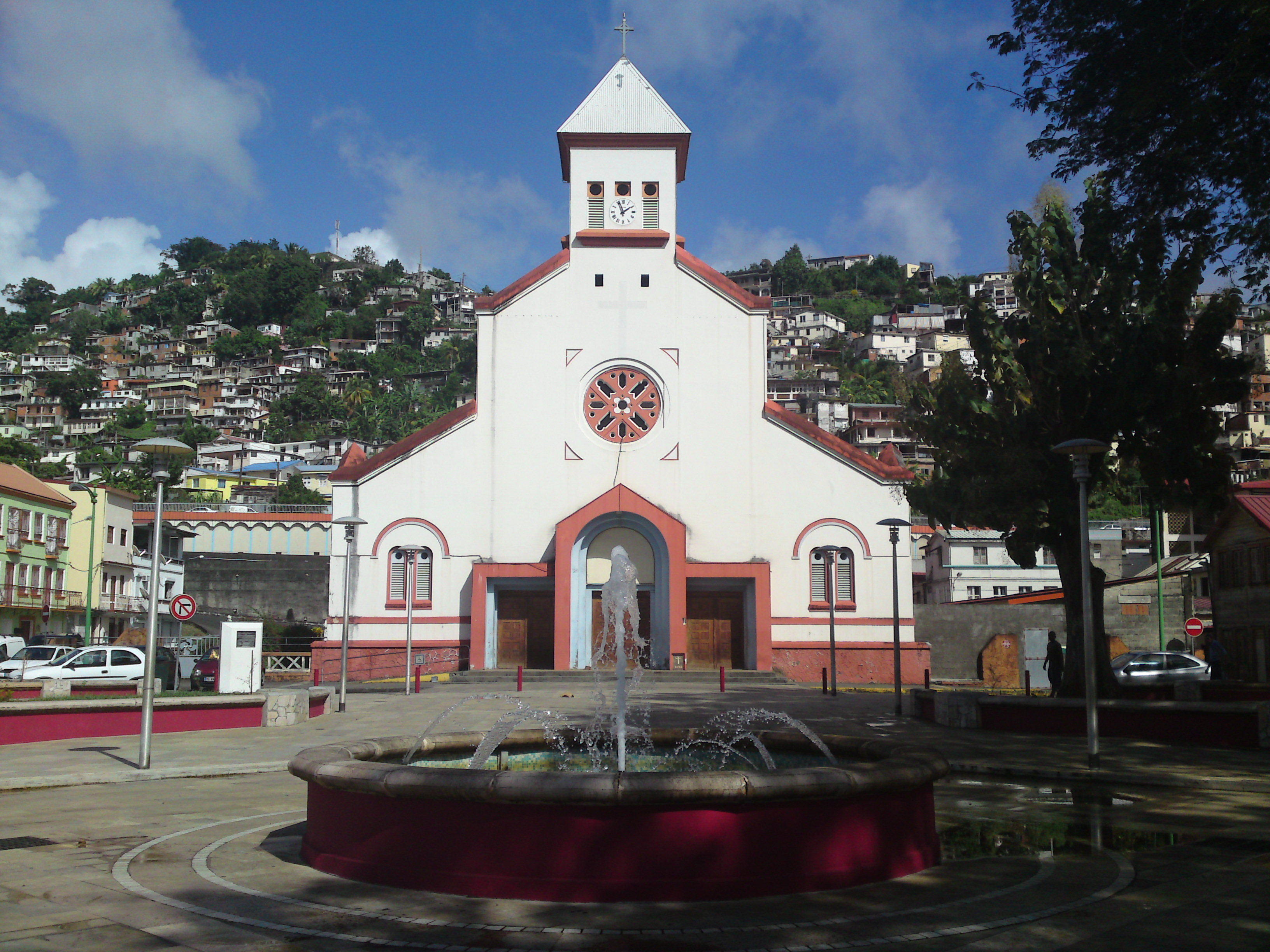
Église Saint-Antoine des Terres-Sainville.
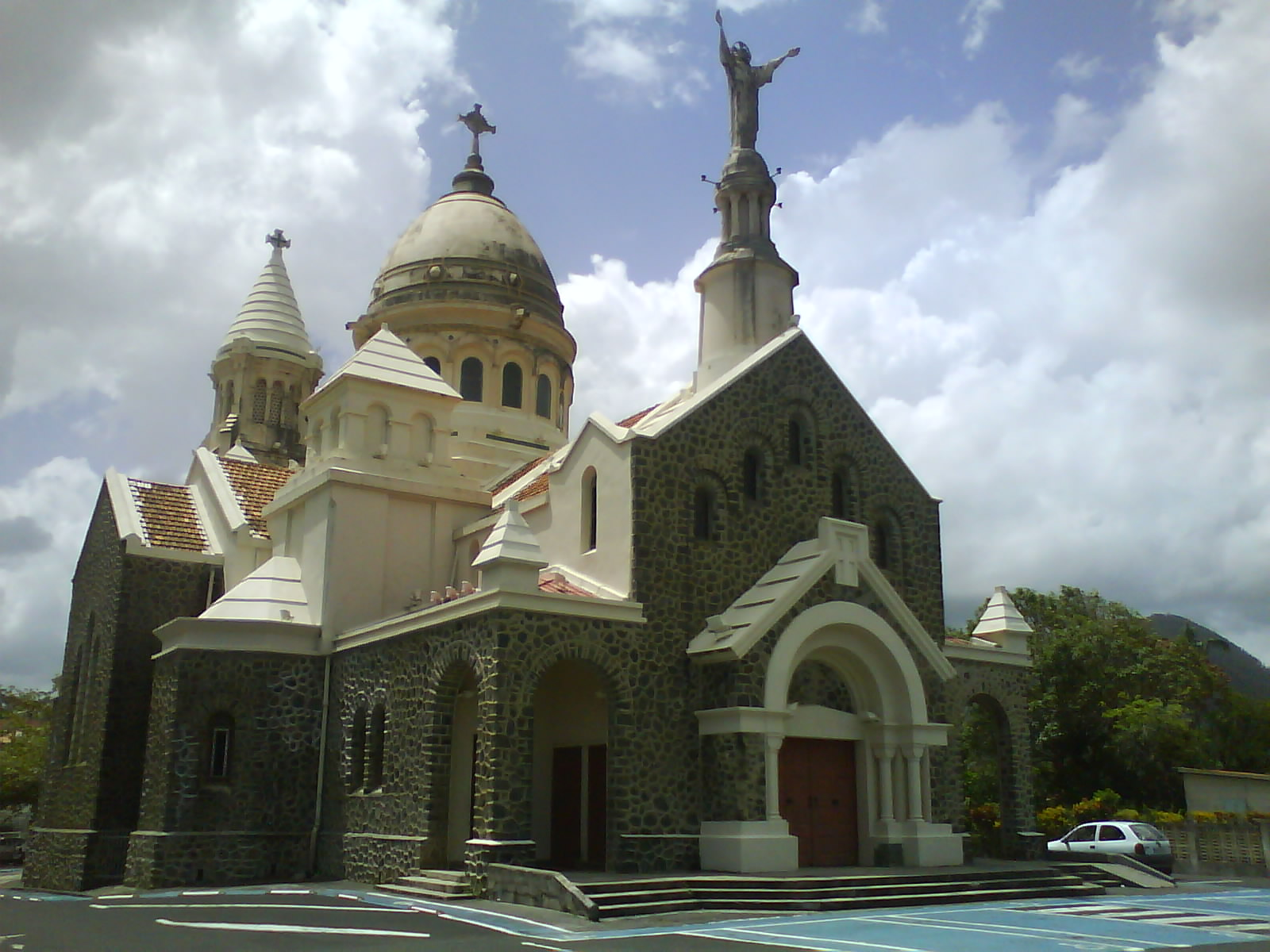
Église de Balata à Fort-de-France : réplique miniature de la basilique du Sacré-Cœur de Montmartre, à Paris.

#### Monuments Historiques (MH) et immeubles labellisés «Patrimoine duXXesiècle»
- Fort Saint-Louis, immeuble classé MH . Il est restauré régulièrement par les Ministères de la Culture et de la Communication et de la Défense[74].
- Statue de l'impératrice Joséphine sur la place de la Savane[75], immeuble inscrit MH
- Espace Camille-Darsières, ancien palais de justice, immeuble inscrit MH
- Monument aux Morts de Fort-de-France, Parc la Savane
- Bibliothèque Schœlcher, immeuble classé MH
- Théâtre Aimé-Césaire, ancien Hôtel de ville de Fort-de-France, immeuble inscrit MH
- Maison d'Aimé Césaire, immeuble classé MH
- Lycée Schœlcher, immeuble inscrit MH, labellisé patrimoine du XXe siècle
- Villa Montplaisir, immeuble inscrit MH, labellisée patrimoine du XXe siècle
- Boulangerie Surena, immeuble inscrit MH
- Feu à Secteur du Fort Saint-Louis, immeuble classé MH
- Fontaine Gueydon, immeuble inscrit MH
- Ancien hôpital militaire, immeuble inscrit MH. Il est actuellement en chantier[76].
- Musée départemental de la Martinique, immeuble inscrit MH
- Maison no 22-24 rue Garnier Pagès, immeuble inscrit MH
- Phare de la Pointe des Nègres, immeuble inscrit MH
- Église Sainte-Thérèse, immeuble inscrit MH, labellisée patrimoine du XXe siècle. Actuellement fermée pour travaux.
- Vieux moulin de Didier, immeuble inscrit MH
- Villa Louisiane, immeuble inscrit MH
- Villa Sobesky, immeuble inscrit MH
- Villa Didier, immeuble inscrit MH, labellisée patrimoine du XXe siècle
- Villa Primerose, inscrit MH
- Église Notre-Dame-du-Rosaire, immeuble inscrit MH
- Maison no 6 rue du Père Pinchon, immeuble classé MH
- Maison no 8 rue du Père Pinchon, immeuble inscrit MH
- Villa Saint-Cyr, immeuble inscrit MH
- Cathédrale Saint-Louis, immeuble classé MH. Actuellement son massif occidental et sa flèche sont en restauration[77].
- Préfecture, immeuble inscrit MH[78]
- Bassin de radoub, inscrit MH
- Église Saint-Christophe, labellisée patrimoine du XXe siècle et inscrit MH[79]
- Ancien immeuble "la Nationale", labellisé patrimoine du XXe siècle
- Église du Sacré-Cœur de Balata inscrit MH[80],[81],[79]

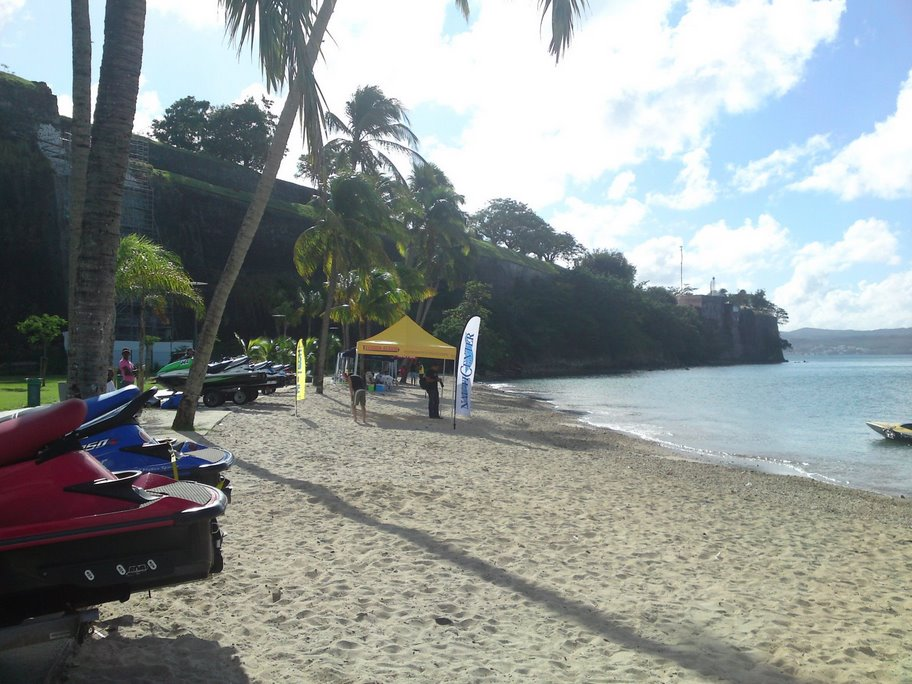
La plage de la « Française » entre la baie et le fort Saint-Louis, le long du « Malécon ».
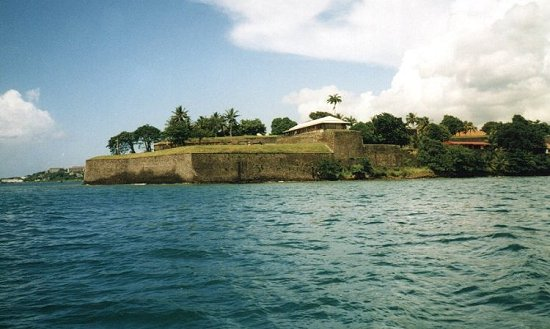
Fort Saint-Louis (base navale).
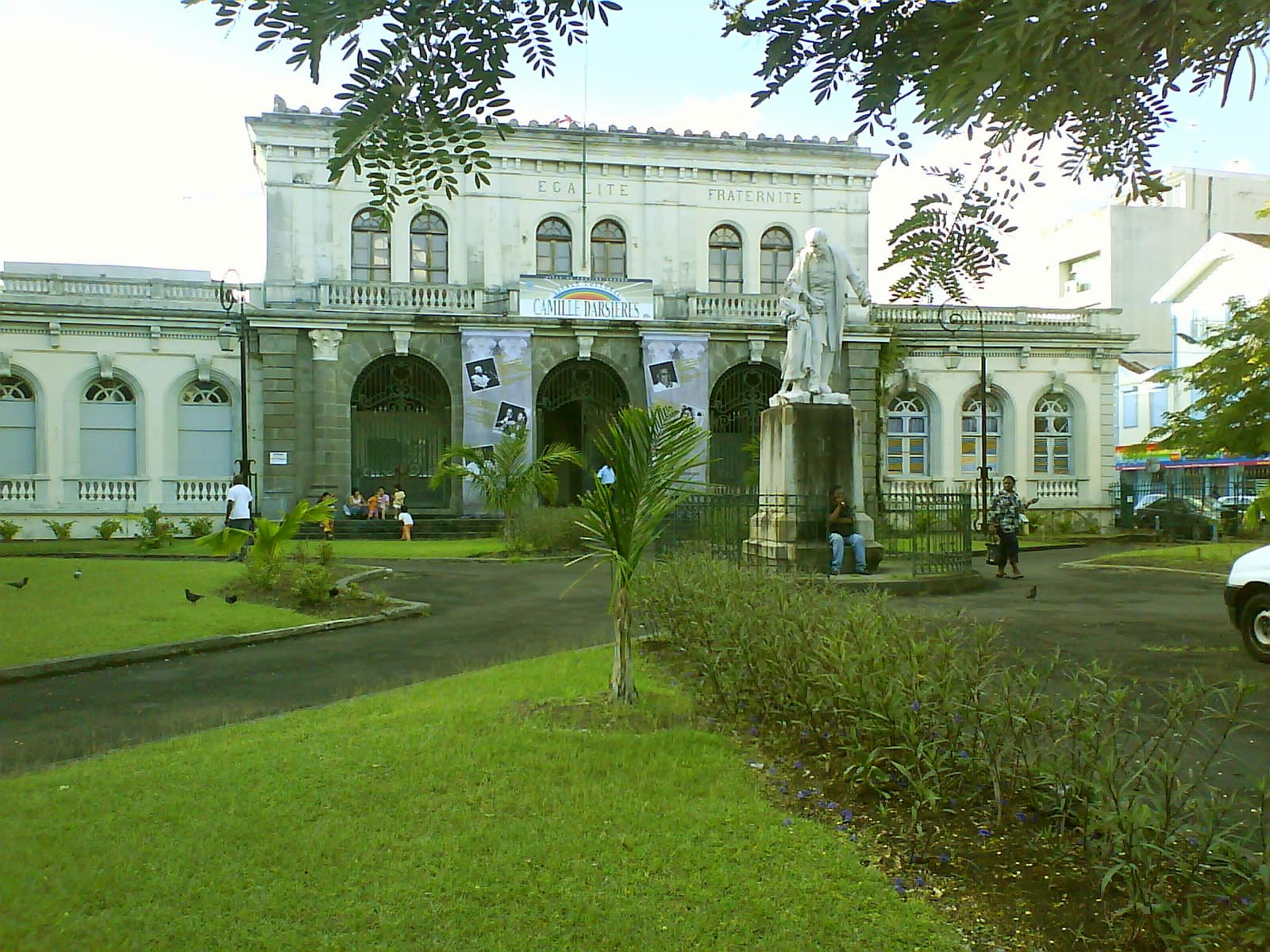
L'ancien palais de justice devenu espace culturel Camille-Darsières.
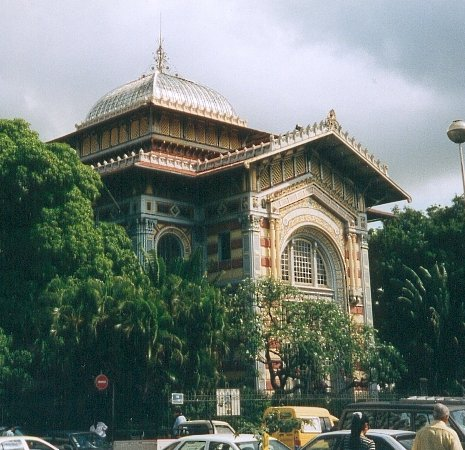
La bibliothèque Schœlcher.
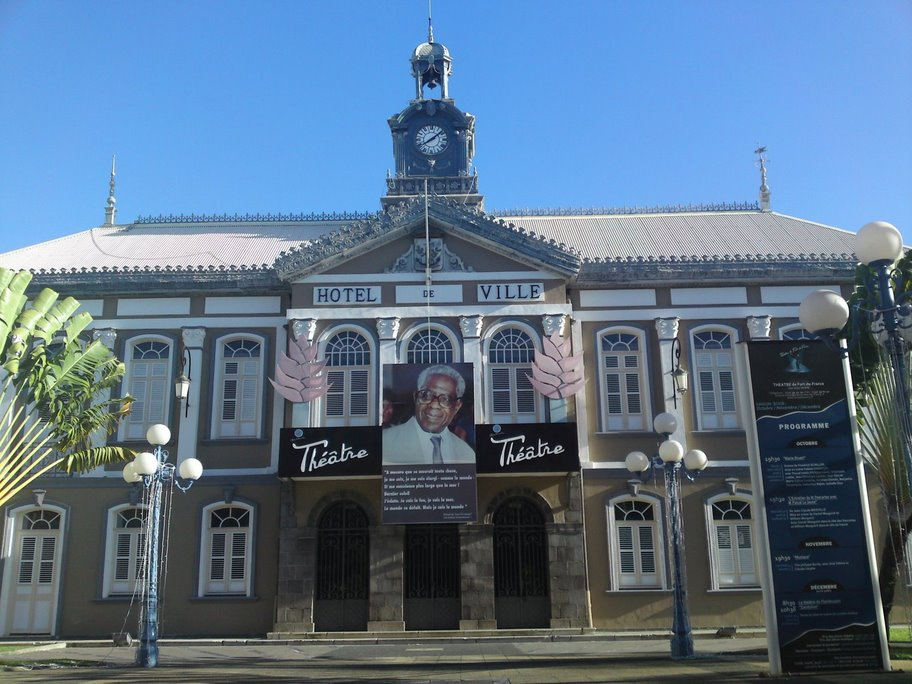
L'ancien hôtel de ville devenu théâtre Aimé-Césaire et espace muséal du Maire-Poète, père du mouvement de la négritude.
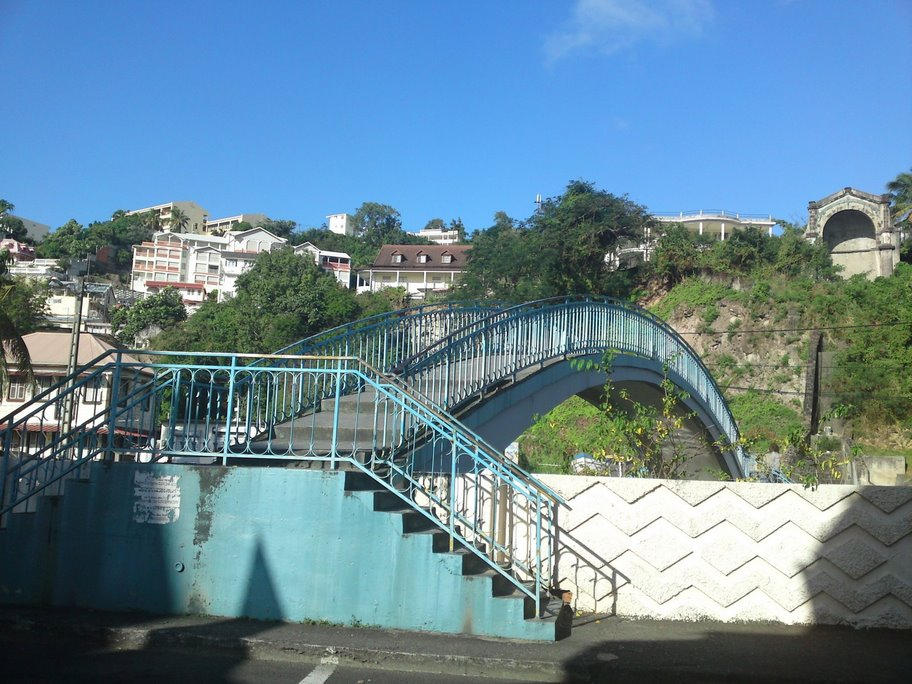
Le pont et la fontaine Gueydon sur le canal Levassor (rivière Madame, centre-ville).

### Patrimoine naturel

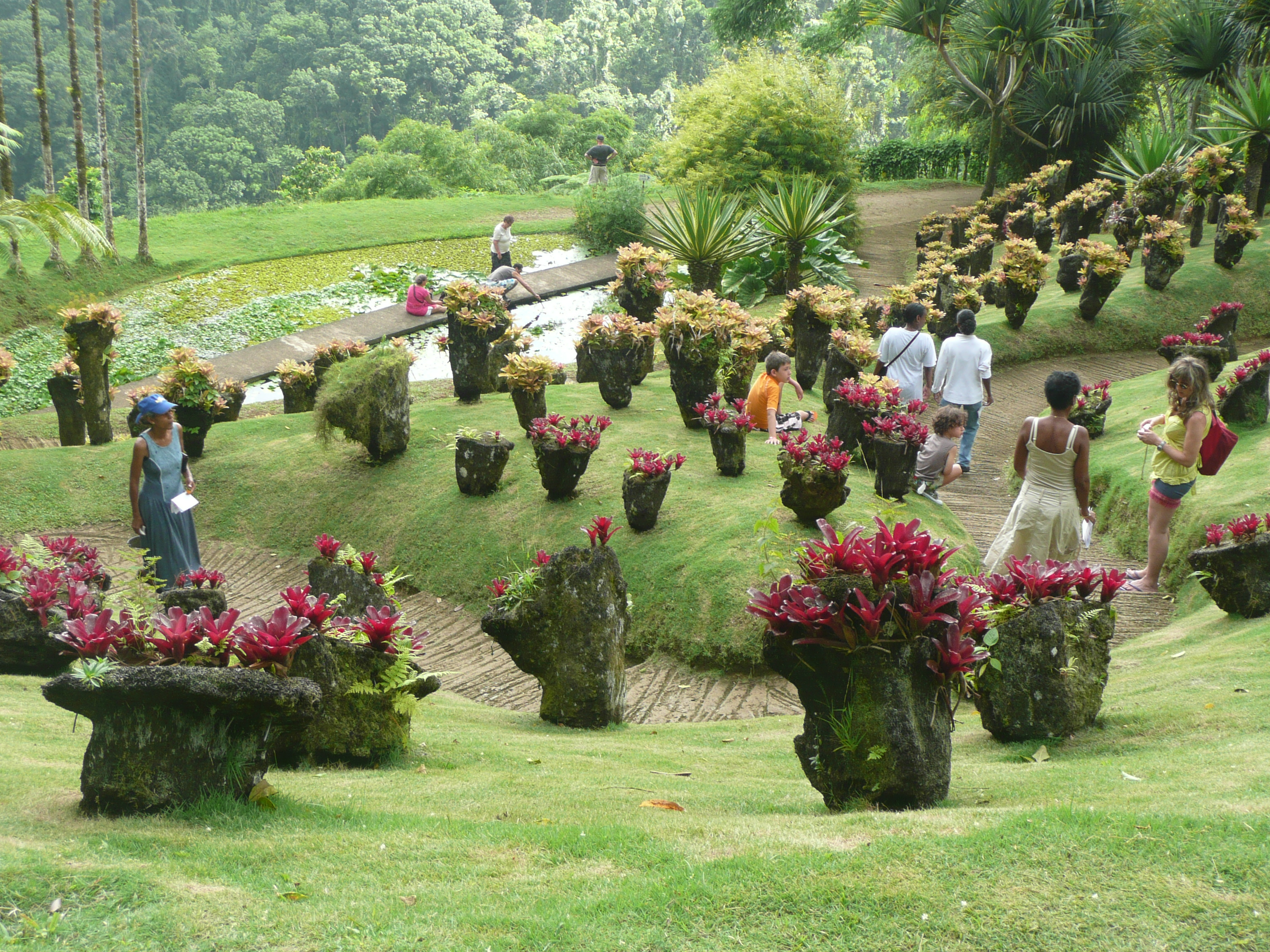
Jardin de Balata.

- Le jardin de la Savane, mesurant 5 ha, est situé aux abords du Fort Saint-Louis. La réouverture au public a lieu en 2011 après 3 à 4 ans de travaux[82]. Il comprend 3 ha de pelouses, 7 « îles » botaniques, des kiosques[83]…
- Le jardin de Balata, commencé en 1982 et ouvert au public en 1986, est un jardin botanique situé à 10 kilomètres du centre-ville.
- En 2005, le périmètre du parc naturel régional de Martinique englobe la partie nord de la commune. Une maison de Parc est présente à Fort-de-France (domaine de Tivoli)[84].
- Le parc culturel Aimé-Césaire, ainsi renommé en 2008, fut auparavant parc Gallieni (du nom de la caserne) puis Parc floral en 1973. Les services culturels y sont installés depuis 1976 ; c'est aujourd'hui un lieu d'activités multiples[85].
- La cascade d'Absalon.
- La plage de la française et le fameux « Malécon », espace convivial de jeux, de rencontre et de démambulation prisé des Foyalais.

### Patrimoine culturel

#### Musées
- Pétroglyphes de Châteaubœuf, roche gravée précolombienne, découverte fortuitement en 2018 près de la rivière La Jambette. Elle représente le troisième site connu de gravures rupestres amérindiennes sur l'île de la Martinique.
- Musée départemental d'archéologie précolombienne
- Musée régional d'histoire et d'ethnographie de Martinique
- Musée du père Pinchon (Route de Didier)

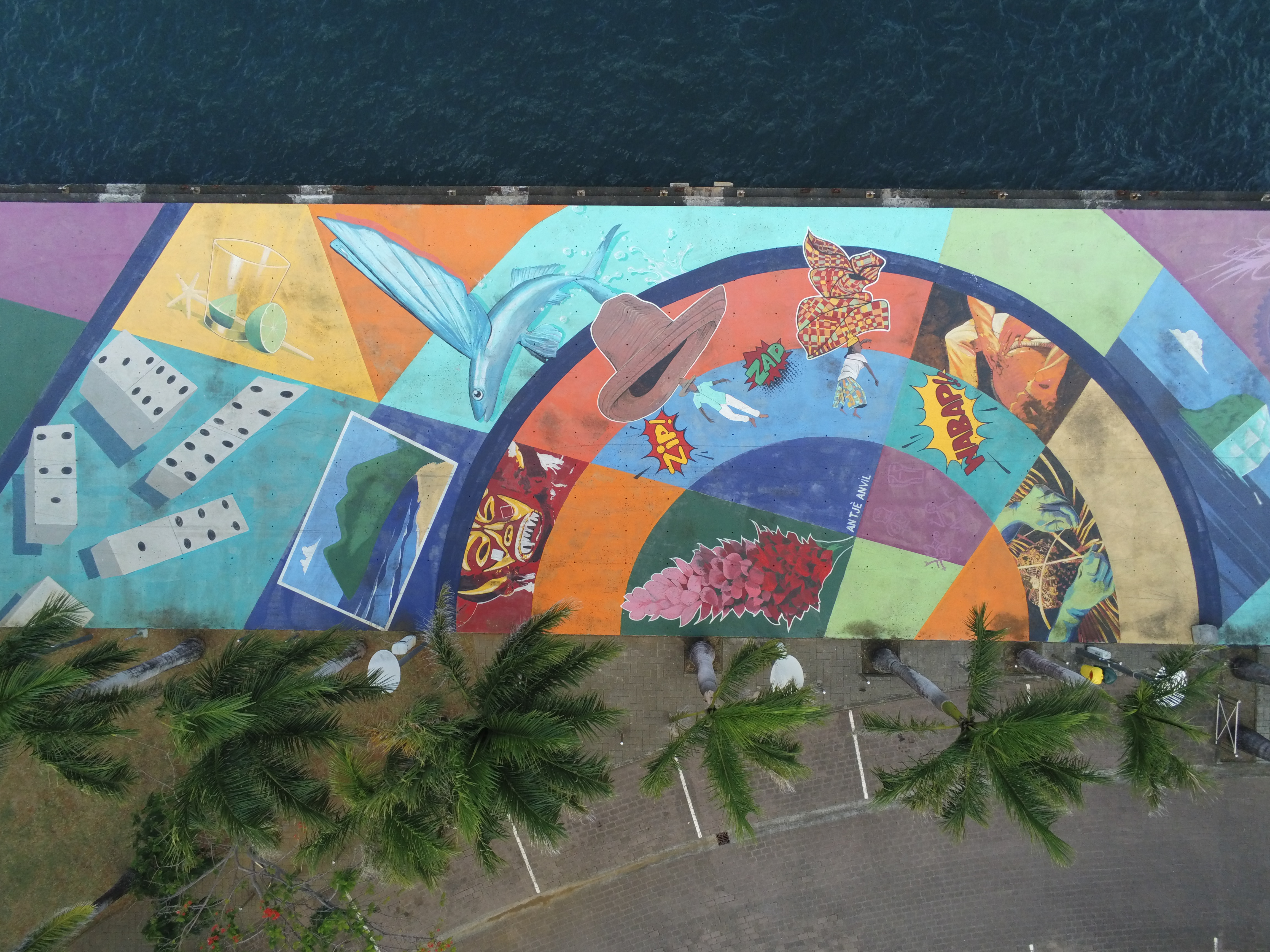
Détail de la fresque de l'Allée des Dissidents à Fort-de-France

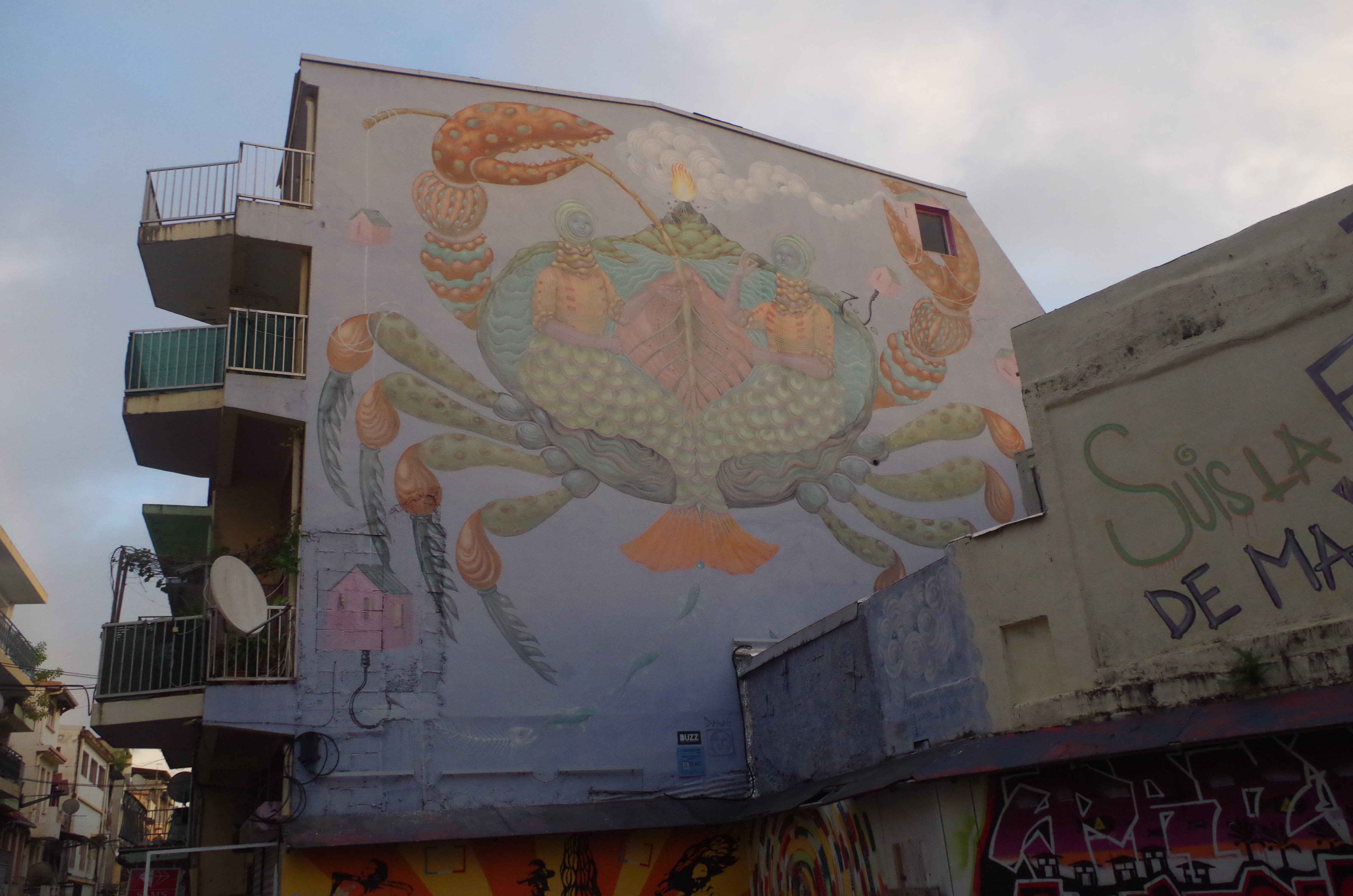
Œuvre de Danaé Brissonnet dans le centre-ville de Fort-de-France

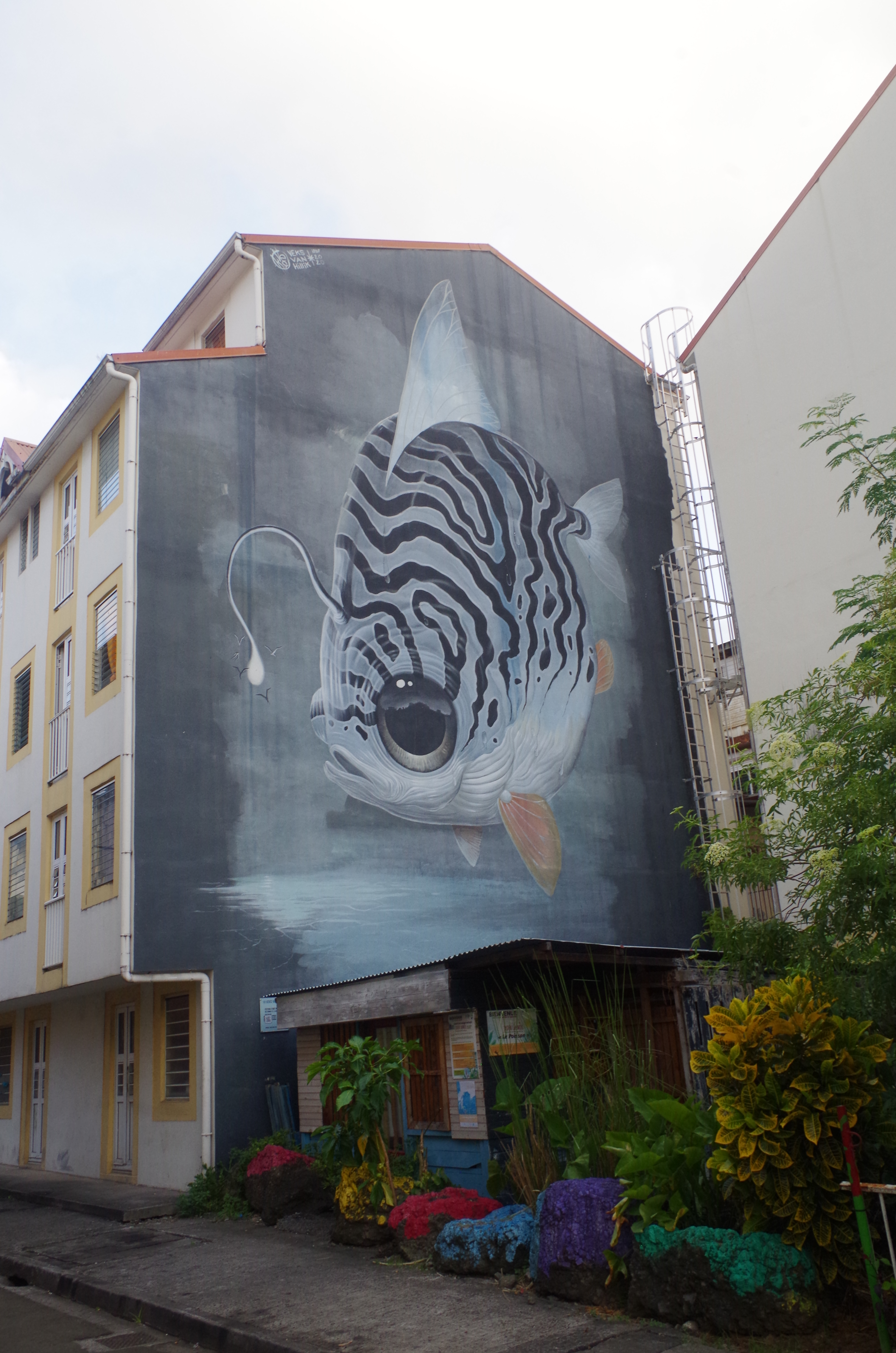
La Lumière au Bout du Tunnel de Veks Van Hillik et les jardins partagés de la rue Blanqui, Fort-de-France

#### Street art
La ville de Fort-de-France compte de nombreuses œuvres de street art, dont plus de 20 fresques réalisées lors des trois éditions du Festival d'art mural organisé par Milmurs de 2019 à 2022. On y trouve aussi bien des œuvres d'artistes Martiniquais que d'artistes étrangers. En 2023, les artistes du Collectif Mada Paint ont réalisé une grande fresque au sol sur l'Allée des Dissidents.
| Artiste                 | Nom de l'œuvre                            | Année de réalisation | Localisation                                                        |
| ----------------------- | ----------------------------------------- | -------------------- | ------------------------------------------------------------------- |
| Delphyne V              | [ 88 ]                                    | 2019                 | Au terminus de la Pointe Simon                                      |
| Ana Marietta            | [ 89 ]                                    | 2019                 | A l'angle de la rue Victor Schoelcher et de la rue Antoine Siger    |
| Danaé Brisonnet         | [ 90 ]                                    | 2019                 | A l'angle de la rue François Arago et de la rue Lamartine           |
| Bahbou Floro            | [ 91 ]                                    | 2020                 | Rue Joseph Del                                                      |
| Veks Van Hillik         | La Lumière au Bout du Tunnel              | 2020                 | A l'angle de la rue Xavier Orville et de la rue Blanqui             |
| Murmure Street          | Garbage Tail                              | 2020                 | A l'angle du boulevard Général de Gaulle et de la rue Yves Goussard |
| Vinie Graffiti          | [ 94 ]                                    | 2020                 | 82-86 avenue Jean Jaures                                            |
| Doudou Style            | Amazona Martinicana                       | 2022                 | A l'angle de la rue Perrinon et de la rue François Arago            |
| 3TT Man (Louis Lambert) | Sé tala ki enmen Manman-Latè ka nouwi-nou | 2022                 | Rue du Gouverneur-Général Félix Eboué                               |
| Doudou Style            | Inconnu (représente des fruits tropicaux) | 2023                 | Boulevard Général de Gaulle                                         |
| Sitou Matt              | [ 97 ]                                    | 2024                 | A l'angle du boulevard de la Pointe Simon et de la rue du Commerce  |

#### Autres lieux
- Cinéma CMAC Atrium.

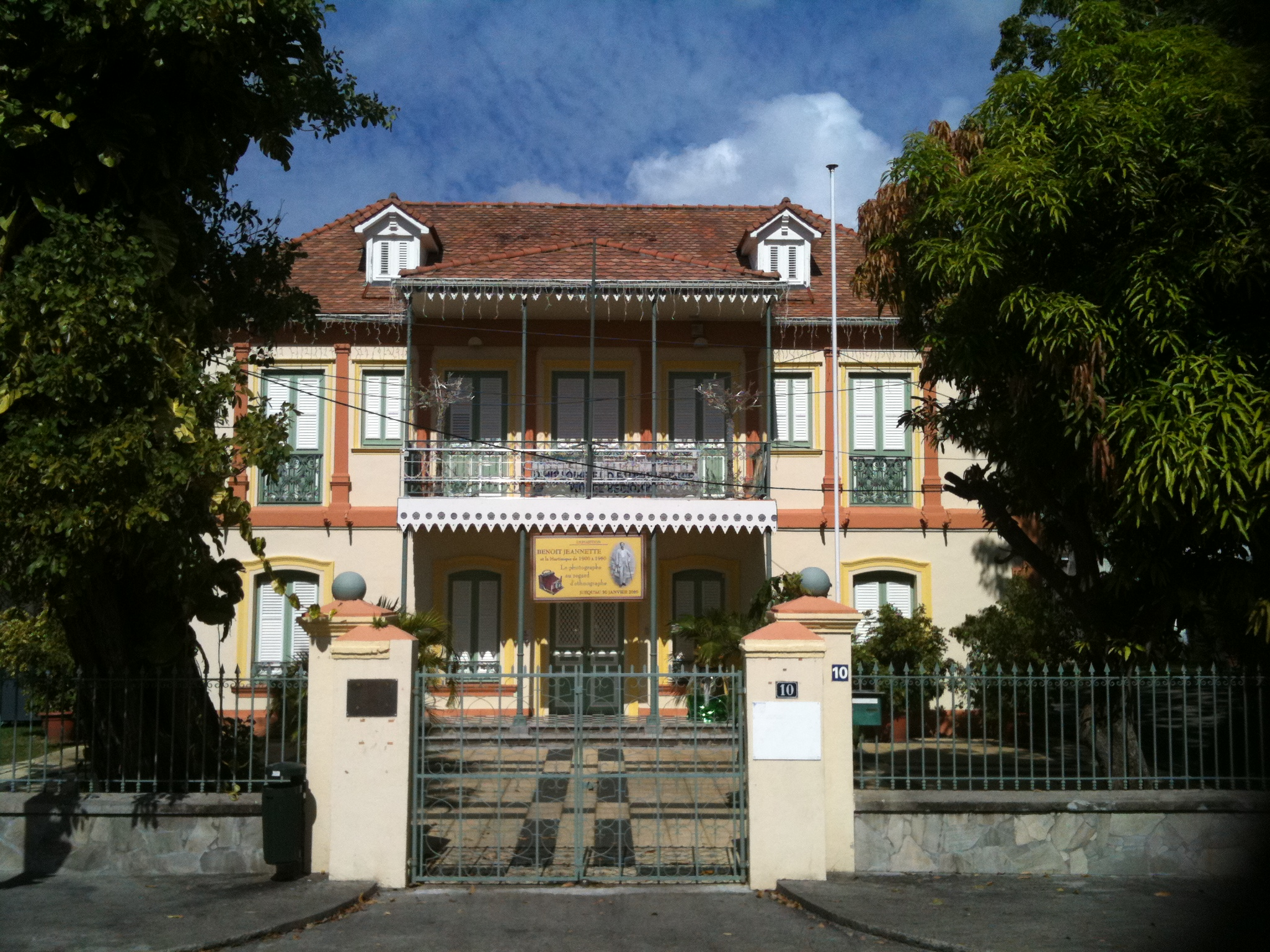
Musée régional d'histoire et d'ethnographie.
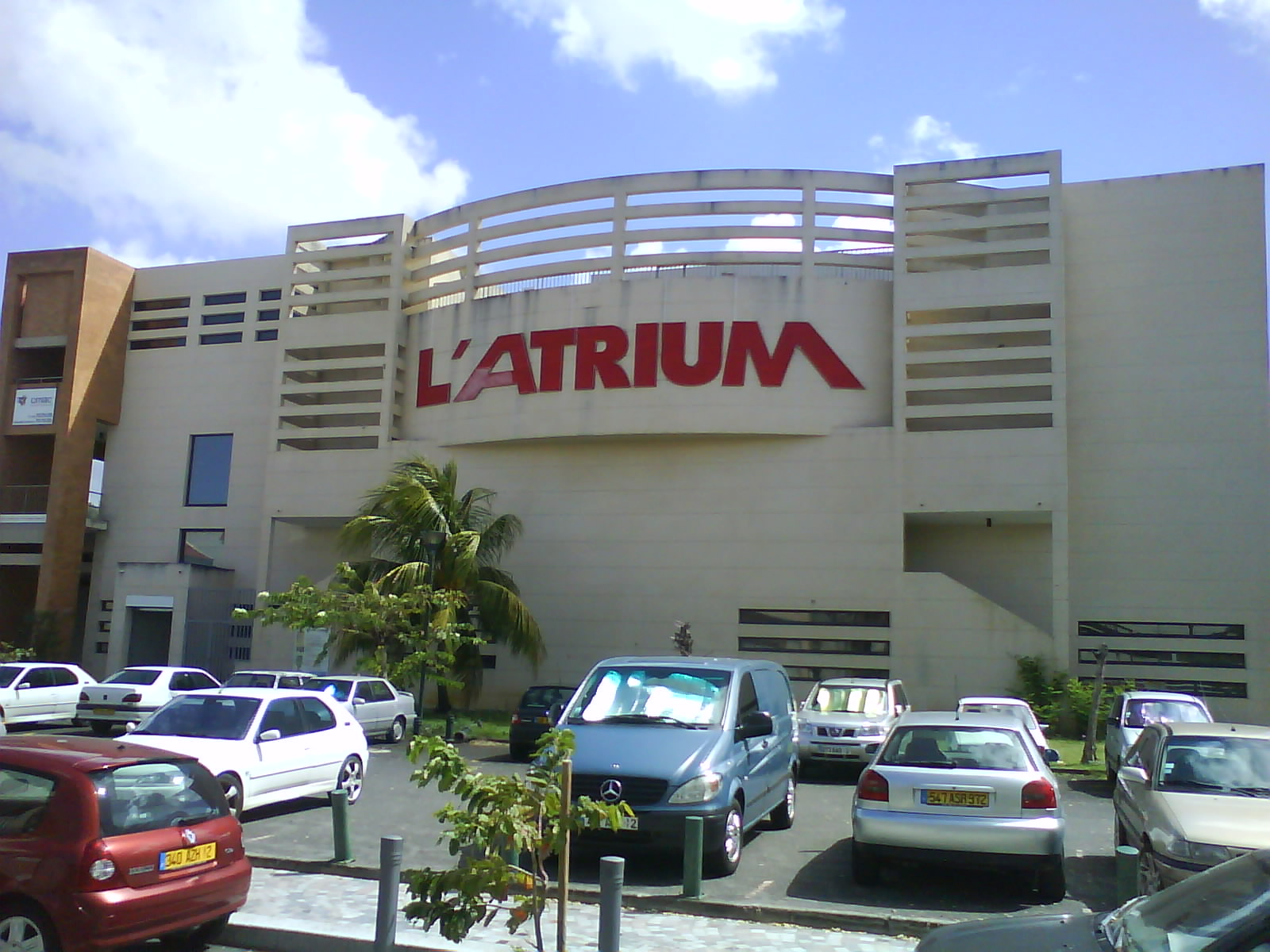
CMAC Atrium, 6 rue Jacques-Cazotte, Fort-de-France.

### Fort-de-France et la littérature
Fort-de-France est le titre d'un roman de Pierre Benoit publié en 1933.

### Gastronomie
La cuisine est composée de plats créoles : boudin noir, boudin blanc à base de poissons, acras (beignets) de morues ou crevettes, crabes farcis, boucané, colombo… Elle s'appuie sur les produits locaux : produits de la mer, fruits et légumes exotiques…

### Personnalités liées à la commune

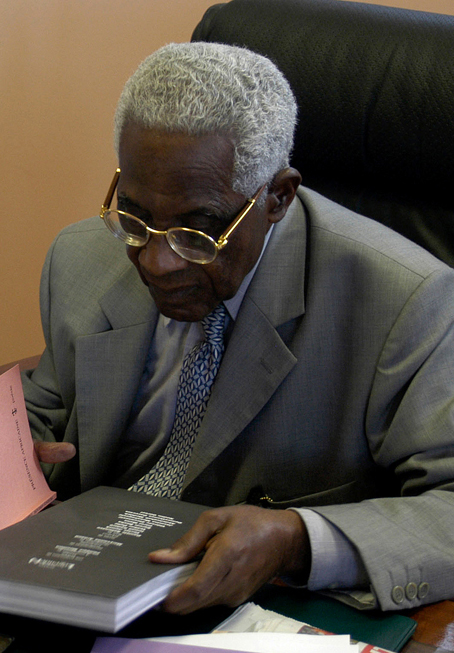
Aimé Césaire, professeur de lettres, Aimé Césaire est l'un des plus grands écrivains et poètes antillais et un des pères fondateurs de la négritude. Sur le plan politique, il fut maire de Fort-de-France de 1945 à 2001, député de la Martinique de 1945 à 1993 et président du conseil régional de la Martinique de 1983 à 1986. En 1958, il fonde le parti progressiste martiniquais.

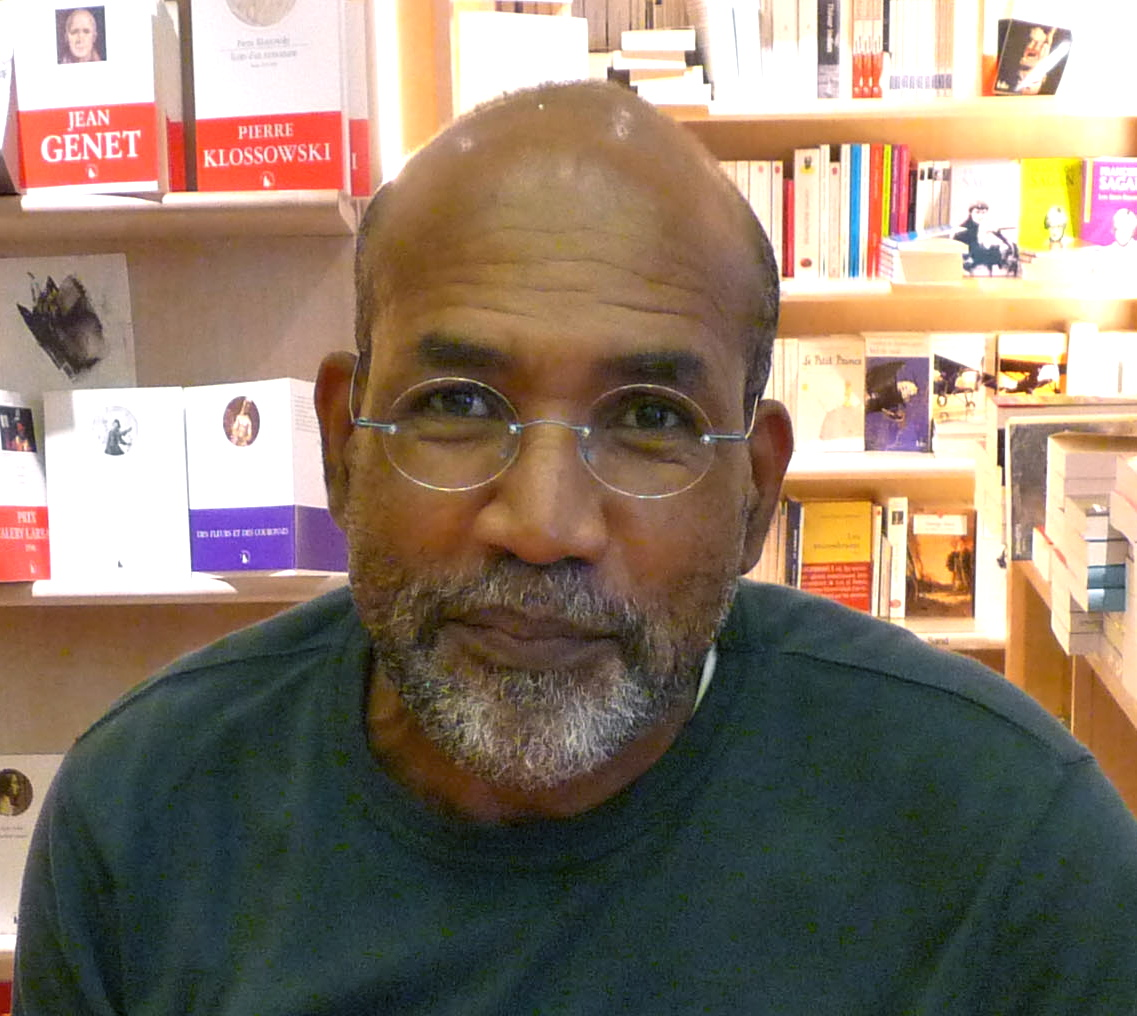
Patrick Chamoiseau, romancier, essayiste et prix Goncourt en 1992 pour son roman Texaco, commandeur des Arts et des Lettres en 2010, Docteur Honoris Causa de l'université de Parme en Italie en 2021, lauréat du prix Marguerite Yourcenar en 2023. Il est cofondateur du mouvement littéraire la Créolité.

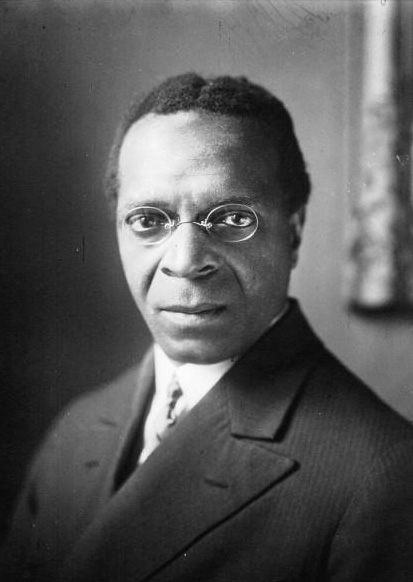
René Maran, romancier prix Goncourt en 1921 pour son roman Batouala - Véritable roman nègre. Il est le premier écrivain noir lauréat du prix Goncourt.

- Jacques Adélaïde-Merlande (1933-), historien et président de Université des Antilles et de la Guyane de 1972 à 1977.
- Alfred Alexandre (1970-), écrivain, il obtient en 2006, le Prix des Amériques insulaires et de la Guyane pour son roman "Bord de canal". En 2020, il obtient le prix Carbet de la Caraïbe pour son recueil de poèmes "la balade de Leïla Khane".
- Pierre Aliker (1907-2013), médecin, premier adjoint au maire de Fort-de-France de 1957 à 2001. Il est en 1958, cofondateur avec Aimé Césaire du Parti progressiste martiniquais. En son hommage, le plus grand stade de football de la ville a été nommé stade Pierre-Aliker.
- Jenny Alpha (1910-2010), chanteuse et comédienne.
- Sabine Andrivon-Milton (1970-) : historienne, chevalier de la Légion d'honneur. Elle a soutenu une thèse de doctorat intitulée La Martinique et la Grande Guerre en décembre 2003 et s'est spécialisée en Histoire militaire. Elle est aussi auteure de recueil de poèmes et de chants et du roman Anatole dans la tourmente du Morne Siphon. Sabine Andrivon-Milton est l'initiatrice de l'inscription des noms des soldats oubliés sur les monuments aux morts de la Martinique.
- Angélique Angarni-Filopon, (1990-) : élue Miss France 2025, c'est la première fois de l'histoire du conconrs qu'une Miss Martinique est élue Miss France[98].
- Henri Audemar, ancien maire de Fort-de-France de 1896 à 1900.
- Alicia Aylies (1998-), une personnalité française élue Miss Guyane 2016 puis Miss France 2017, née à Fort-de-France.
- Ghislaine Barnay (1945-), est une athlète de saut en hauteur. Elle remporte durant 3 années consécutives (1967, 1968 et 1969) le titre de championne de France du saut en hauteur. Elle est l'épouse de l'ancien secrétaire d'État aux Sports Roger Bambuck.
- Inès de Beaufond, est une peintre française née à Fort-de-France.
- Alexandre de Beauharnais (1760-1794), général de division de la Révolution française.
- Jocelyne Béroard (1954-), auteur et interprète du groupe Kassav' et première femme disque d'or aux Antilles. Elle est aussi officier de l'ordre des Arts et des Lettres en 2020 et officier de la Légion d'honneur en 2014.
- Cyrille Bissette (1795-1858), l'un des pères de l'abolition de l'esclavage en France, député de la Martinique de 1848 à 1851.
- Sabine Quindou (1970), est une journaliste, metteuse en scène de spectacles, réalisatrice et animatrice de télévision française.
- Léopold Bissol (1889-1982), ancien conseiller municipal de Fort-de-France et conseiller général et député de la Martinique de 1945 à 1958. Il est aussi en 1957, l'un des membres fondateurs du Parti communiste martiniquais.
- Daniel Boukman (1936), écrivain, poète, dramaturge - Prix Carbet en 1992.
- Roland Brival (1950-) : écrivain et musicien, lauréat du prix RFO du livre en 2000 et chevalier des Arts et des Lettres en 2013.
- Alex Burke (1944-), artiste plasticien.
- Patrick Burner (1996), footballeur professionnel de l'OGC Nice puis de Nîmes Olympique
- Mario Canonge (1960-), pianiste né à Fort-de-France.
- Audrey Célestine (1980-), politologue, sociologue, historienne et militante décoloniale.
- Aimé Césaire (1913-2008), professeur de lettres. Il est l'un des plus grands écrivains et poètes antillais et un des pères fondateurs de la négritude. Sur le plan politique, il fut maire de Fort-de-France de 1945 à 2001, conseiller général de Fort-de-France de 1945 à 1949 et de 1955 à 1970, député de la Martinique de 1945 à 1993 et président du conseil régional de la Martinique de 1983 à 1986. En 1958, il fonde le parti progressiste martiniquais.
- Patrick Chamoiseau (1953-), écrivain, prix Goncourt en 1992 avec Texaco.
- Daniel Charles-Alfred (1934-2020), ancien footballeur professionnel de Nîmes Olympique et ancien international français de football[48].
- Hector Charpentier (1950-), peintre et plasticien.
- Tony Chasseur (1962-), chanteur de Zouk et de Biguine Jazz
- Albert Clarac, (1854-1934), né à Fort-de-France, est un médecin spécialiste des maladies tropicales et militaire, qui a marqué l'histoire du service de santé des troupes coloniales par ses travaux scientifiques, directeur de l'École du Pharo, puis directeur du service de santé de l'Indochine. En son hommage, un hôpital de Fort-de-France porte son nom.
- Fernand Clerc, Riche industriel béké né à Fort-de-France, député de la Martinique de 1919 à 1924 et maire de La Trinité de 1894 à 1912 et de 1929 à 1939 et maire du Lorrain de 1926 à 1929 et président du conseil général de la Martinique de 1908 à 1910.
- Catherine Conconne (1963-), Sénatrice de la Martinique depuis 2017, conseillère à l'Assemblée de Martinique depuis 2015, conseillère générale de 2004 à 2010, conseillère régionale de 2004 à 2015, 1re vice-présidente du Conseil régional de la Martinique de 2010 à 2015, 7e adjointe au maire de Fort-de-France de 2014 à 2017. Catherine Conconne est la première femme élue sénatrice de l'histoire de la Martinique. Ancienne élue du Parti progressiste martiniquais, elle fonde en juillet 2021 son mouvement politique "La Martinique Ensemble".
- Mathias Coureur (1988-), ancien footballeur professionnel du FC Nantes, de l'AS Beauvais, du FC Gueugnon et du PFK Tcherno More Varna en Bulgarie. En décembre 2020, il est meilleur buteur du championnat de football de Bulgarie de première division[99].
- Camille Darsières (1932-2006), avocat, député de la Martinique de 1993 à 2002 et président du conseil régional de la Martinique de 1986 à 1992. Il a été secrétaire général de 1970 à 1999 du Parti progressiste martiniquais, parti fondé par Aimé Césaire. Partisan de l'autonomie, Camille Darsières est l'auteur d'un essai politique intitulé "Des origines de la nation martiniquaise" publié en 1974, dans lequel il développe une argumentation tendant à prouver l'existence d'une 'nation martiniquaise'.
- Tony Delsham (1946-), romancier prolifique, auteur notamment de Xavier : Le drame d'un émigré antillais, Papa, est-ce que je peux venir mourir à la maison ? et Tribunal des femmes bafouées.
- Ernest Deproge (1850-1921), avocat, président du conseil général de la Martinique en 1881 et député de la Martinique de 1882 à 1898.
- Pierre Barthélémy Dorez (1724-1757), troisième enfant de René Barthélémy Dorez, garde du roi et faïencier, né à Fort-de-France.
- Nicolas Alexis Dorez (1728-1761), frère de Pierre Barthélémy, né à Fort-de-France, peintre en faïence.
- Suzanne Dracius (1951-), écrivaine et universitaire. En 2010, elle obtient le prix de la Société des poètes français pour l’ensemble de son œuvre et en 2009 le prix Fetkann Maryse Condé catégorie poésie pour Exquise déréliction métisse.
- Osman Duquesnay (1846-1923), médecin, maire de Fort-de-France de 1888 à 1896 et maire du Marin de 1908 à 1923 et député de la Martinique de 1898 à 1902 et de 1906 à 1910 et président du conseil général de la Martinique de 1890 à 1893.
- Christiane Eda-Pierre (1932-2020), artiste et chanteuse lyrique.
- Frantz Fanon (1925-1961), médecin et écrivain, auteur de Peau noire, masques blancs et Les Damnés de la Terre.
- Liliane Gaschet (1962-), athlète spécialiste du 100 et du 200 mètres. Elle participe aux Championnats d'Europe 1982 d'Athènes. Elle se classe septième de la finale du 200 m et obtient la médaille de bronze du relais 4 × 100 mètres.
- Henri Guédon (1944-2006), musicien et peintre.
- François Marc Godissart (1825-1882), maire de Fort-de-France de 1866 à 1867 de 1871 à 1873 de 1875 à 1877 et député de la Martinique de 1874 à 1881.
- Henry Jean-Baptiste (1933-), ancien député de Mayotte.
- Lucien Jean-Baptiste (1964-), acteur, réalisateur et scénariste, né à Fort-de-France.
- Fabrice Jeannet (1980-), escrimeur international français.
- Kalash (1988-) a passé son enfance à Fort-de-France, chanteur de Rap, Dancehall et Trap. Kaos, le 3e album de Kalash est disque d'or en 2016. Son tube "Mwaka Moon" en featuring avec le rappeur Damso a plus de 200 millions de vues sur YouTube.
- Kali (1959-), auteur, compositeur et chanteur. Il représente la France au Concours Eurovision de la chanson en 1992.
- Perle Lama (1984), chanteuse de Zouk
- Emelyne Laurent (1998-), joueuse professionnelle de football du Bayern Munich et ancienne joueuse de l'olympique lyonnais et de l'Équipe de France féminine de football[100].
- Philippe Lavil (1947-), chanteur.
- Edith Lefel (1963-2003), née à Cayenne mais a vécu à Fort-de-France, chanteuse de Zouk
- Édouard de Lépine (1932-2020), né à Fort-de-France, historien, universitaire et essayiste. Sur le plan politique, il est en 1972 membre fondateur du Groupe révolution socialiste (GRS). Il est aussi, maire du Robert 1989 à 1997 et conseiller général de 1992 à 1998 et conseiller régional de 1986 à 2004, membre du Parti progressiste martiniquais. Sur le plan littéraire, Edouard de Lépine est l'auteur de Sur la question dite du Statut de la Martinique, Questions sur l'histoire antillaise : trois essais sur l'abolition, l'assimilation, l'autonomie et Dix semaines qui ébranlèrent la Martinique : 25 mars - 4 juin 1848, La crise de février 1935 à la Martinique : la marche de la faim sur Fort-de-France.
- Serge Letchimy (1953-), urbaniste, né au Gros-Morne, président du Conseil exécutif de Martinique depuis 2021, maire de Fort-de-France de 2001 à 2010 et conseiller général de 1992 à 2004, député de la Martinique de 2007 à 2021 et président du conseil régional de la Martinique de 2010 à 2015. Il est aussi depuis 2005, président du Parti progressiste martiniquais, parti fondé par Aimé Césaire. En 2002, il est l'auteur d'un essai politique "Discours sur l'autonomie".
- Claude Lise (1941-), médecin, président de l'Assemblée de Martinique de 2015 à 2021, député de la Martinique de 1988 à 1993 et sénateur de la Martinique de 1993 à 2011 et président du conseil général de la Martinique de 1992 à 2011. Il fonde en 2006, le Rassemblement démocratique martiniquais.
- Émile Lodéon (1899-1958), avocat, sénateur de la Martinique de 1948 à 1958.
- René Louise (1949-), peintre.
- Princess Lover (1978), chanteuse de Zouk
- André Lucrèce (1946), sociologue et écrivain.
- René Maran (1887-1960), écrivain, prix Goncourt en 1921.
- Edmond Mondésir (1948-), professeur de philosophie et auteur, compositeur et chanteur de bèlè.
- Max Morinière (1964-), Athlète, ancien recordman de monde du 4 × 100 m en 1990 en 37 seconde 79.
- Tita Mandeleau, (1937), écrivaine sénégalaise née à Fort-de-France.
- Émile Maurice (1910-1993), enseignant, maire de Saint-Joseph de 1959 à 1993 et conseiller général de 1958 à 1993 et président du conseil général de la Martinique de 1970 à 1992.
- Georges Mauvois (1922-2018), écrivain, dramaturge. Il obtient le prix de Casa de las Americas en 2004.
- Victor Mazuline, premier noir martiniquais député de la Martinique de 1848 à 1849.
- Jules Monnerot (1874-1942), avocat, professeur de philosophie et journaliste. Fondateur du mouvement communiste en Martinique et du journal Justice.
- Médéric Louis Élie Moreau de Saint-Méry (1750-1819), homme politique né à Fort-Royal, député aux États généraux de 1789.
- Camille Ninel (1928-2022), Joueur de football emblématique de l'Olympique lyonnais dans les années 1950.
- Gaël Octavia, (1977-) écrivaine, dramaturge, elle obtient en 2017 le prix Wepler, Mention spéciale du jury pour La fin de Mame Baby. Gaël Octavia est lauréate en 2025 du Prix Goncourt de la nouvelle pour "l'étrangeté de Mathilde T"[101].
- François Pavilla (1937-1968), boxeur professionnel et champion de France en 1964, 1966 et 1967.
- Maud Petit (1971-), députée de la quatrième circonscription du Val-de-Marne depuis 2017. Petite-fille du député Camille Petit, elle a passé son enfance et son adolescence à Fort-de-France.
- Audrey Pulvar (1972-), ex journaliste, romancière et présentatrice de télévision, née à Fort-de-France. Sur le plan politique, elle est adjointe au maire de Paris et conseillère régionale de la région Île-de-France.
- Jean-Marie Ragald (1976), chanteur de Zouk
- Clément Richer (1914-1971), Romancier né à Fort-de-France auteur notamment de Ti Coyo et son requin et de L'Homme de la Caravelle. Il obtient en 1941 et en 1948 le prix Paul Flat de l'Académie française pour ses romans "Le dernier voyage de Pembroke" et "La croisière de la Priscilla" et le Prix Marianne en 1939. Son roman "Ti Coyo et son requin" a été traduit en anglais, en espagnol et en néerlandais[102].
- Jean-Marc Rosier (1970-), écrivain en français et créole martiniquais. Il obtient en 1999 le prix Sonny Rupaire pour son roman en créole An lavi chimérik, en 2008 le prix Carbet de la Caraïbe pour son roman Noirs néons et en 2015 le prix Fetkann Maryse Condé catégorie poésie pour Urbanîle.
- Robert Rumilly (1897-1981), historien, politicien et écrivain né à Fort-de-France et qui s'illustre au Québec dans le milieu conservateur et anti-communiste.
- Victor Sablé (1911-1997), avocat, sénateur de la Martinique 1946 à 1948, député de la Martinique de 1958 à 1986 et député européen de 1979 à 1984. Il est en 1979, le premier martiniquais de l'histoire élu député au parlement européen.
- Michel Sardaby (1935-2023), né à Fort-de-France, est un pianiste de Jazz.
- Kayra Sayit (1988-), judokate franco-turque, née à Fort-de-France.
- Gertrude Seinin (), chanteuse de Biguine et de de Mazurka Créole (Mazouk).
- Victor Sévère (1867-1957), avocat, plusieurs fois maire de Fort-de-France entre 1900 et 1945 et député de la Martinique de 1906 à 1914 et de 1924 à 1928 et de 1936 à 1940.
- Antoine Siger (1848-1908), ancien maire de Fort-de-France assassiné.
- Emma Sulter (1952-), athlète et sprinteuse, ancienne championne de France du 100 mètres en 1974. Elle participe aux Jeux olympiques de 1980, à Moscou.
- Franck Tanasi, (1959), ancien footballeur professionnel du Paris Saint-Germain de 1977 à 1991.
- Raphaël Tardon (1911-1967), écrivain né à Fort-de-France. En 1967, il reçoit à titre posthume, le Prix littéraire des Caraïbes pour l'ensemble de son œuvre.
- Jean-Henri Robert Tascher de La Pagerie (1785-1816), général de brigade du Premier Empire, cousin germain de l'Impératrice Joséphine y est né.
- Ralph Thamar (1952-), chanteur du groupe Malavoi.
- Ronny Turiaf (1983-), ancien basketteur professionnel des Lakers de Los Angeles
- Jules Jean Pierre de Vassoigne (1813-1886), colonel du 23e régiment d'artillerie puis général[103]
- Georges Vestris (1959-), international français de basket-ball, 157 sélections de 1979 à 1991;
- Eric Virgal (1953-), auteur, compositeur et interprète de Zouk

### Héraldique et logotype

#### Blason
| Blason | Blasonnement : D'argent à une ancre de sable, sur laquelle broche un faisceau de licteurs, posé en pal sur deux branches de chêne et d'olivier passées en sautoir, le tout d'or. Commentaires : Ce blason est présent sur le fronton de l'ancien Hôtel de ville. |

#### Logotype

Logo officiel de Fort-de-France.

#### Devise
La devise de Fort-de-France est Semper Francia ("Toujours la France" en latin). Cette devise est inscrite sous le blason du fronton de l'ancien hôtel de Ville.